# Phòng thủ Hippopotamus
Phòng thủ Hippopotamus (Hippopotamus: tiếng Việt: con hà mã) là tên gọi chung của nhiều hệ thống khai cuộc bất thường khác nhau mà trong đó bên Đen sẽ di chuyển một số lượng Tốt đến hàng thứ ba, (thường) phát triển các quân khác lên hàng thứ hai, và không di chuyển bất kỳ con Tốt nào tiến đến hàng thứ tư của họ trong giai đoạn khai cuộc.

## Đánh giá
|   | a | b | c | d | e | f | g | h |   |
| 8 | a8 black rook · c8 black bishop · d8 black queen · e8 black king · h8 black rook · a7 black pawn · b7 black pawn · c7 black pawn · d7 black knight · e7 black knight · f7 black pawn · g7 black bishop · h7 black pawn · d6 black pawn · e6 black pawn · g6 black pawn · c4 white bishop · d4 white pawn · e4 white pawn · c3 white knight · f3 white knight · a2 white pawn · b2 white pawn · c2 white pawn · f2 white pawn · g2 white pawn · h2 white pawn · a1 white rook · c1 white bishop · d1 white queen · f1 white rook · g1 white king | a8 black rook · c8 black bishop · d8 black queen · e8 black king · h8 black rook · a7 black pawn · b7 black pawn · c7 black pawn · d7 black knight · e7 black knight · f7 black pawn · g7 black bishop · h7 black pawn · d6 black pawn · e6 black pawn · g6 black pawn · c4 white bishop · d4 white pawn · e4 white pawn · c3 white knight · f3 white knight · a2 white pawn · b2 white pawn · c2 white pawn · f2 white pawn · g2 white pawn · h2 white pawn · a1 white rook · c1 white bishop · d1 white queen · f1 white rook · g1 white king | a8 black rook · c8 black bishop · d8 black queen · e8 black king · h8 black rook · a7 black pawn · b7 black pawn · c7 black pawn · d7 black knight · e7 black knight · f7 black pawn · g7 black bishop · h7 black pawn · d6 black pawn · e6 black pawn · g6 black pawn · c4 white bishop · d4 white pawn · e4 white pawn · c3 white knight · f3 white knight · a2 white pawn · b2 white pawn · c2 white pawn · f2 white pawn · g2 white pawn · h2 white pawn · a1 white rook · c1 white bishop · d1 white queen · f1 white rook · g1 white king | a8 black rook · c8 black bishop · d8 black queen · e8 black king · h8 black rook · a7 black pawn · b7 black pawn · c7 black pawn · d7 black knight · e7 black knight · f7 black pawn · g7 black bishop · h7 black pawn · d6 black pawn · e6 black pawn · g6 black pawn · c4 white bishop · d4 white pawn · e4 white pawn · c3 white knight · f3 white knight · a2 white pawn · b2 white pawn · c2 white pawn · f2 white pawn · g2 white pawn · h2 white pawn · a1 white rook · c1 white bishop · d1 white queen · f1 white rook · g1 white king | a8 black rook · c8 black bishop · d8 black queen · e8 black king · h8 black rook · a7 black pawn · b7 black pawn · c7 black pawn · d7 black knight · e7 black knight · f7 black pawn · g7 black bishop · h7 black pawn · d6 black pawn · e6 black pawn · g6 black pawn · c4 white bishop · d4 white pawn · e4 white pawn · c3 white knight · f3 white knight · a2 white pawn · b2 white pawn · c2 white pawn · f2 white pawn · g2 white pawn · h2 white pawn · a1 white rook · c1 white bishop · d1 white queen · f1 white rook · g1 white king | a8 black rook · c8 black bishop · d8 black queen · e8 black king · h8 black rook · a7 black pawn · b7 black pawn · c7 black pawn · d7 black knight · e7 black knight · f7 black pawn · g7 black bishop · h7 black pawn · d6 black pawn · e6 black pawn · g6 black pawn · c4 white bishop · d4 white pawn · e4 white pawn · c3 white knight · f3 white knight · a2 white pawn · b2 white pawn · c2 white pawn · f2 white pawn · g2 white pawn · h2 white pawn · a1 white rook · c1 white bishop · d1 white queen · f1 white rook · g1 white king | a8 black rook · c8 black bishop · d8 black queen · e8 black king · h8 black rook · a7 black pawn · b7 black pawn · c7 black pawn · d7 black knight · e7 black knight · f7 black pawn · g7 black bishop · h7 black pawn · d6 black pawn · e6 black pawn · g6 black pawn · c4 white bishop · d4 white pawn · e4 white pawn · c3 white knight · f3 white knight · a2 white pawn · b2 white pawn · c2 white pawn · f2 white pawn · g2 white pawn · h2 white pawn · a1 white rook · c1 white bishop · d1 white queen · f1 white rook · g1 white king | a8 black rook · c8 black bishop · d8 black queen · e8 black king · h8 black rook · a7 black pawn · b7 black pawn · c7 black pawn · d7 black knight · e7 black knight · f7 black pawn · g7 black bishop · h7 black pawn · d6 black pawn · e6 black pawn · g6 black pawn · c4 white bishop · d4 white pawn · e4 white pawn · c3 white knight · f3 white knight · a2 white pawn · b2 white pawn · c2 white pawn · f2 white pawn · g2 white pawn · h2 white pawn · a1 white rook · c1 white bishop · d1 white queen · f1 white rook · g1 white king | 8 |
| 7 | a8 black rook · c8 black bishop · d8 black queen · e8 black king · h8 black rook · a7 black pawn · b7 black pawn · c7 black pawn · d7 black knight · e7 black knight · f7 black pawn · g7 black bishop · h7 black pawn · d6 black pawn · e6 black pawn · g6 black pawn · c4 white bishop · d4 white pawn · e4 white pawn · c3 white knight · f3 white knight · a2 white pawn · b2 white pawn · c2 white pawn · f2 white pawn · g2 white pawn · h2 white pawn · a1 white rook · c1 white bishop · d1 white queen · f1 white rook · g1 white king | a8 black rook · c8 black bishop · d8 black queen · e8 black king · h8 black rook · a7 black pawn · b7 black pawn · c7 black pawn · d7 black knight · e7 black knight · f7 black pawn · g7 black bishop · h7 black pawn · d6 black pawn · e6 black pawn · g6 black pawn · c4 white bishop · d4 white pawn · e4 white pawn · c3 white knight · f3 white knight · a2 white pawn · b2 white pawn · c2 white pawn · f2 white pawn · g2 white pawn · h2 white pawn · a1 white rook · c1 white bishop · d1 white queen · f1 white rook · g1 white king | a8 black rook · c8 black bishop · d8 black queen · e8 black king · h8 black rook · a7 black pawn · b7 black pawn · c7 black pawn · d7 black knight · e7 black knight · f7 black pawn · g7 black bishop · h7 black pawn · d6 black pawn · e6 black pawn · g6 black pawn · c4 white bishop · d4 white pawn · e4 white pawn · c3 white knight · f3 white knight · a2 white pawn · b2 white pawn · c2 white pawn · f2 white pawn · g2 white pawn · h2 white pawn · a1 white rook · c1 white bishop · d1 white queen · f1 white rook · g1 white king | a8 black rook · c8 black bishop · d8 black queen · e8 black king · h8 black rook · a7 black pawn · b7 black pawn · c7 black pawn · d7 black knight · e7 black knight · f7 black pawn · g7 black bishop · h7 black pawn · d6 black pawn · e6 black pawn · g6 black pawn · c4 white bishop · d4 white pawn · e4 white pawn · c3 white knight · f3 white knight · a2 white pawn · b2 white pawn · c2 white pawn · f2 white pawn · g2 white pawn · h2 white pawn · a1 white rook · c1 white bishop · d1 white queen · f1 white rook · g1 white king | a8 black rook · c8 black bishop · d8 black queen · e8 black king · h8 black rook · a7 black pawn · b7 black pawn · c7 black pawn · d7 black knight · e7 black knight · f7 black pawn · g7 black bishop · h7 black pawn · d6 black pawn · e6 black pawn · g6 black pawn · c4 white bishop · d4 white pawn · e4 white pawn · c3 white knight · f3 white knight · a2 white pawn · b2 white pawn · c2 white pawn · f2 white pawn · g2 white pawn · h2 white pawn · a1 white rook · c1 white bishop · d1 white queen · f1 white rook · g1 white king | a8 black rook · c8 black bishop · d8 black queen · e8 black king · h8 black rook · a7 black pawn · b7 black pawn · c7 black pawn · d7 black knight · e7 black knight · f7 black pawn · g7 black bishop · h7 black pawn · d6 black pawn · e6 black pawn · g6 black pawn · c4 white bishop · d4 white pawn · e4 white pawn · c3 white knight · f3 white knight · a2 white pawn · b2 white pawn · c2 white pawn · f2 white pawn · g2 white pawn · h2 white pawn · a1 white rook · c1 white bishop · d1 white queen · f1 white rook · g1 white king | a8 black rook · c8 black bishop · d8 black queen · e8 black king · h8 black rook · a7 black pawn · b7 black pawn · c7 black pawn · d7 black knight · e7 black knight · f7 black pawn · g7 black bishop · h7 black pawn · d6 black pawn · e6 black pawn · g6 black pawn · c4 white bishop · d4 white pawn · e4 white pawn · c3 white knight · f3 white knight · a2 white pawn · b2 white pawn · c2 white pawn · f2 white pawn · g2 white pawn · h2 white pawn · a1 white rook · c1 white bishop · d1 white queen · f1 white rook · g1 white king | a8 black rook · c8 black bishop · d8 black queen · e8 black king · h8 black rook · a7 black pawn · b7 black pawn · c7 black pawn · d7 black knight · e7 black knight · f7 black pawn · g7 black bishop · h7 black pawn · d6 black pawn · e6 black pawn · g6 black pawn · c4 white bishop · d4 white pawn · e4 white pawn · c3 white knight · f3 white knight · a2 white pawn · b2 white pawn · c2 white pawn · f2 white pawn · g2 white pawn · h2 white pawn · a1 white rook · c1 white bishop · d1 white queen · f1 white rook · g1 white king | 7 |
| 6 | a8 black rook · c8 black bishop · d8 black queen · e8 black king · h8 black rook · a7 black pawn · b7 black pawn · c7 black pawn · d7 black knight · e7 black knight · f7 black pawn · g7 black bishop · h7 black pawn · d6 black pawn · e6 black pawn · g6 black pawn · c4 white bishop · d4 white pawn · e4 white pawn · c3 white knight · f3 white knight · a2 white pawn · b2 white pawn · c2 white pawn · f2 white pawn · g2 white pawn · h2 white pawn · a1 white rook · c1 white bishop · d1 white queen · f1 white rook · g1 white king | a8 black rook · c8 black bishop · d8 black queen · e8 black king · h8 black rook · a7 black pawn · b7 black pawn · c7 black pawn · d7 black knight · e7 black knight · f7 black pawn · g7 black bishop · h7 black pawn · d6 black pawn · e6 black pawn · g6 black pawn · c4 white bishop · d4 white pawn · e4 white pawn · c3 white knight · f3 white knight · a2 white pawn · b2 white pawn · c2 white pawn · f2 white pawn · g2 white pawn · h2 white pawn · a1 white rook · c1 white bishop · d1 white queen · f1 white rook · g1 white king | a8 black rook · c8 black bishop · d8 black queen · e8 black king · h8 black rook · a7 black pawn · b7 black pawn · c7 black pawn · d7 black knight · e7 black knight · f7 black pawn · g7 black bishop · h7 black pawn · d6 black pawn · e6 black pawn · g6 black pawn · c4 white bishop · d4 white pawn · e4 white pawn · c3 white knight · f3 white knight · a2 white pawn · b2 white pawn · c2 white pawn · f2 white pawn · g2 white pawn · h2 white pawn · a1 white rook · c1 white bishop · d1 white queen · f1 white rook · g1 white king | a8 black rook · c8 black bishop · d8 black queen · e8 black king · h8 black rook · a7 black pawn · b7 black pawn · c7 black pawn · d7 black knight · e7 black knight · f7 black pawn · g7 black bishop · h7 black pawn · d6 black pawn · e6 black pawn · g6 black pawn · c4 white bishop · d4 white pawn · e4 white pawn · c3 white knight · f3 white knight · a2 white pawn · b2 white pawn · c2 white pawn · f2 white pawn · g2 white pawn · h2 white pawn · a1 white rook · c1 white bishop · d1 white queen · f1 white rook · g1 white king | a8 black rook · c8 black bishop · d8 black queen · e8 black king · h8 black rook · a7 black pawn · b7 black pawn · c7 black pawn · d7 black knight · e7 black knight · f7 black pawn · g7 black bishop · h7 black pawn · d6 black pawn · e6 black pawn · g6 black pawn · c4 white bishop · d4 white pawn · e4 white pawn · c3 white knight · f3 white knight · a2 white pawn · b2 white pawn · c2 white pawn · f2 white pawn · g2 white pawn · h2 white pawn · a1 white rook · c1 white bishop · d1 white queen · f1 white rook · g1 white king | a8 black rook · c8 black bishop · d8 black queen · e8 black king · h8 black rook · a7 black pawn · b7 black pawn · c7 black pawn · d7 black knight · e7 black knight · f7 black pawn · g7 black bishop · h7 black pawn · d6 black pawn · e6 black pawn · g6 black pawn · c4 white bishop · d4 white pawn · e4 white pawn · c3 white knight · f3 white knight · a2 white pawn · b2 white pawn · c2 white pawn · f2 white pawn · g2 white pawn · h2 white pawn · a1 white rook · c1 white bishop · d1 white queen · f1 white rook · g1 white king | a8 black rook · c8 black bishop · d8 black queen · e8 black king · h8 black rook · a7 black pawn · b7 black pawn · c7 black pawn · d7 black knight · e7 black knight · f7 black pawn · g7 black bishop · h7 black pawn · d6 black pawn · e6 black pawn · g6 black pawn · c4 white bishop · d4 white pawn · e4 white pawn · c3 white knight · f3 white knight · a2 white pawn · b2 white pawn · c2 white pawn · f2 white pawn · g2 white pawn · h2 white pawn · a1 white rook · c1 white bishop · d1 white queen · f1 white rook · g1 white king | a8 black rook · c8 black bishop · d8 black queen · e8 black king · h8 black rook · a7 black pawn · b7 black pawn · c7 black pawn · d7 black knight · e7 black knight · f7 black pawn · g7 black bishop · h7 black pawn · d6 black pawn · e6 black pawn · g6 black pawn · c4 white bishop · d4 white pawn · e4 white pawn · c3 white knight · f3 white knight · a2 white pawn · b2 white pawn · c2 white pawn · f2 white pawn · g2 white pawn · h2 white pawn · a1 white rook · c1 white bishop · d1 white queen · f1 white rook · g1 white king | 6 |
| 5 | a8 black rook · c8 black bishop · d8 black queen · e8 black king · h8 black rook · a7 black pawn · b7 black pawn · c7 black pawn · d7 black knight · e7 black knight · f7 black pawn · g7 black bishop · h7 black pawn · d6 black pawn · e6 black pawn · g6 black pawn · c4 white bishop · d4 white pawn · e4 white pawn · c3 white knight · f3 white knight · a2 white pawn · b2 white pawn · c2 white pawn · f2 white pawn · g2 white pawn · h2 white pawn · a1 white rook · c1 white bishop · d1 white queen · f1 white rook · g1 white king | a8 black rook · c8 black bishop · d8 black queen · e8 black king · h8 black rook · a7 black pawn · b7 black pawn · c7 black pawn · d7 black knight · e7 black knight · f7 black pawn · g7 black bishop · h7 black pawn · d6 black pawn · e6 black pawn · g6 black pawn · c4 white bishop · d4 white pawn · e4 white pawn · c3 white knight · f3 white knight · a2 white pawn · b2 white pawn · c2 white pawn · f2 white pawn · g2 white pawn · h2 white pawn · a1 white rook · c1 white bishop · d1 white queen · f1 white rook · g1 white king | a8 black rook · c8 black bishop · d8 black queen · e8 black king · h8 black rook · a7 black pawn · b7 black pawn · c7 black pawn · d7 black knight · e7 black knight · f7 black pawn · g7 black bishop · h7 black pawn · d6 black pawn · e6 black pawn · g6 black pawn · c4 white bishop · d4 white pawn · e4 white pawn · c3 white knight · f3 white knight · a2 white pawn · b2 white pawn · c2 white pawn · f2 white pawn · g2 white pawn · h2 white pawn · a1 white rook · c1 white bishop · d1 white queen · f1 white rook · g1 white king | a8 black rook · c8 black bishop · d8 black queen · e8 black king · h8 black rook · a7 black pawn · b7 black pawn · c7 black pawn · d7 black knight · e7 black knight · f7 black pawn · g7 black bishop · h7 black pawn · d6 black pawn · e6 black pawn · g6 black pawn · c4 white bishop · d4 white pawn · e4 white pawn · c3 white knight · f3 white knight · a2 white pawn · b2 white pawn · c2 white pawn · f2 white pawn · g2 white pawn · h2 white pawn · a1 white rook · c1 white bishop · d1 white queen · f1 white rook · g1 white king | a8 black rook · c8 black bishop · d8 black queen · e8 black king · h8 black rook · a7 black pawn · b7 black pawn · c7 black pawn · d7 black knight · e7 black knight · f7 black pawn · g7 black bishop · h7 black pawn · d6 black pawn · e6 black pawn · g6 black pawn · c4 white bishop · d4 white pawn · e4 white pawn · c3 white knight · f3 white knight · a2 white pawn · b2 white pawn · c2 white pawn · f2 white pawn · g2 white pawn · h2 white pawn · a1 white rook · c1 white bishop · d1 white queen · f1 white rook · g1 white king | a8 black rook · c8 black bishop · d8 black queen · e8 black king · h8 black rook · a7 black pawn · b7 black pawn · c7 black pawn · d7 black knight · e7 black knight · f7 black pawn · g7 black bishop · h7 black pawn · d6 black pawn · e6 black pawn · g6 black pawn · c4 white bishop · d4 white pawn · e4 white pawn · c3 white knight · f3 white knight · a2 white pawn · b2 white pawn · c2 white pawn · f2 white pawn · g2 white pawn · h2 white pawn · a1 white rook · c1 white bishop · d1 white queen · f1 white rook · g1 white king | a8 black rook · c8 black bishop · d8 black queen · e8 black king · h8 black rook · a7 black pawn · b7 black pawn · c7 black pawn · d7 black knight · e7 black knight · f7 black pawn · g7 black bishop · h7 black pawn · d6 black pawn · e6 black pawn · g6 black pawn · c4 white bishop · d4 white pawn · e4 white pawn · c3 white knight · f3 white knight · a2 white pawn · b2 white pawn · c2 white pawn · f2 white pawn · g2 white pawn · h2 white pawn · a1 white rook · c1 white bishop · d1 white queen · f1 white rook · g1 white king | a8 black rook · c8 black bishop · d8 black queen · e8 black king · h8 black rook · a7 black pawn · b7 black pawn · c7 black pawn · d7 black knight · e7 black knight · f7 black pawn · g7 black bishop · h7 black pawn · d6 black pawn · e6 black pawn · g6 black pawn · c4 white bishop · d4 white pawn · e4 white pawn · c3 white knight · f3 white knight · a2 white pawn · b2 white pawn · c2 white pawn · f2 white pawn · g2 white pawn · h2 white pawn · a1 white rook · c1 white bishop · d1 white queen · f1 white rook · g1 white king | 5 |
| 4 | a8 black rook · c8 black bishop · d8 black queen · e8 black king · h8 black rook · a7 black pawn · b7 black pawn · c7 black pawn · d7 black knight · e7 black knight · f7 black pawn · g7 black bishop · h7 black pawn · d6 black pawn · e6 black pawn · g6 black pawn · c4 white bishop · d4 white pawn · e4 white pawn · c3 white knight · f3 white knight · a2 white pawn · b2 white pawn · c2 white pawn · f2 white pawn · g2 white pawn · h2 white pawn · a1 white rook · c1 white bishop · d1 white queen · f1 white rook · g1 white king | a8 black rook · c8 black bishop · d8 black queen · e8 black king · h8 black rook · a7 black pawn · b7 black pawn · c7 black pawn · d7 black knight · e7 black knight · f7 black pawn · g7 black bishop · h7 black pawn · d6 black pawn · e6 black pawn · g6 black pawn · c4 white bishop · d4 white pawn · e4 white pawn · c3 white knight · f3 white knight · a2 white pawn · b2 white pawn · c2 white pawn · f2 white pawn · g2 white pawn · h2 white pawn · a1 white rook · c1 white bishop · d1 white queen · f1 white rook · g1 white king | a8 black rook · c8 black bishop · d8 black queen · e8 black king · h8 black rook · a7 black pawn · b7 black pawn · c7 black pawn · d7 black knight · e7 black knight · f7 black pawn · g7 black bishop · h7 black pawn · d6 black pawn · e6 black pawn · g6 black pawn · c4 white bishop · d4 white pawn · e4 white pawn · c3 white knight · f3 white knight · a2 white pawn · b2 white pawn · c2 white pawn · f2 white pawn · g2 white pawn · h2 white pawn · a1 white rook · c1 white bishop · d1 white queen · f1 white rook · g1 white king | a8 black rook · c8 black bishop · d8 black queen · e8 black king · h8 black rook · a7 black pawn · b7 black pawn · c7 black pawn · d7 black knight · e7 black knight · f7 black pawn · g7 black bishop · h7 black pawn · d6 black pawn · e6 black pawn · g6 black pawn · c4 white bishop · d4 white pawn · e4 white pawn · c3 white knight · f3 white knight · a2 white pawn · b2 white pawn · c2 white pawn · f2 white pawn · g2 white pawn · h2 white pawn · a1 white rook · c1 white bishop · d1 white queen · f1 white rook · g1 white king | a8 black rook · c8 black bishop · d8 black queen · e8 black king · h8 black rook · a7 black pawn · b7 black pawn · c7 black pawn · d7 black knight · e7 black knight · f7 black pawn · g7 black bishop · h7 black pawn · d6 black pawn · e6 black pawn · g6 black pawn · c4 white bishop · d4 white pawn · e4 white pawn · c3 white knight · f3 white knight · a2 white pawn · b2 white pawn · c2 white pawn · f2 white pawn · g2 white pawn · h2 white pawn · a1 white rook · c1 white bishop · d1 white queen · f1 white rook · g1 white king | a8 black rook · c8 black bishop · d8 black queen · e8 black king · h8 black rook · a7 black pawn · b7 black pawn · c7 black pawn · d7 black knight · e7 black knight · f7 black pawn · g7 black bishop · h7 black pawn · d6 black pawn · e6 black pawn · g6 black pawn · c4 white bishop · d4 white pawn · e4 white pawn · c3 white knight · f3 white knight · a2 white pawn · b2 white pawn · c2 white pawn · f2 white pawn · g2 white pawn · h2 white pawn · a1 white rook · c1 white bishop · d1 white queen · f1 white rook · g1 white king | a8 black rook · c8 black bishop · d8 black queen · e8 black king · h8 black rook · a7 black pawn · b7 black pawn · c7 black pawn · d7 black knight · e7 black knight · f7 black pawn · g7 black bishop · h7 black pawn · d6 black pawn · e6 black pawn · g6 black pawn · c4 white bishop · d4 white pawn · e4 white pawn · c3 white knight · f3 white knight · a2 white pawn · b2 white pawn · c2 white pawn · f2 white pawn · g2 white pawn · h2 white pawn · a1 white rook · c1 white bishop · d1 white queen · f1 white rook · g1 white king | a8 black rook · c8 black bishop · d8 black queen · e8 black king · h8 black rook · a7 black pawn · b7 black pawn · c7 black pawn · d7 black knight · e7 black knight · f7 black pawn · g7 black bishop · h7 black pawn · d6 black pawn · e6 black pawn · g6 black pawn · c4 white bishop · d4 white pawn · e4 white pawn · c3 white knight · f3 white knight · a2 white pawn · b2 white pawn · c2 white pawn · f2 white pawn · g2 white pawn · h2 white pawn · a1 white rook · c1 white bishop · d1 white queen · f1 white rook · g1 white king | 4 |
| 3 | a8 black rook · c8 black bishop · d8 black queen · e8 black king · h8 black rook · a7 black pawn · b7 black pawn · c7 black pawn · d7 black knight · e7 black knight · f7 black pawn · g7 black bishop · h7 black pawn · d6 black pawn · e6 black pawn · g6 black pawn · c4 white bishop · d4 white pawn · e4 white pawn · c3 white knight · f3 white knight · a2 white pawn · b2 white pawn · c2 white pawn · f2 white pawn · g2 white pawn · h2 white pawn · a1 white rook · c1 white bishop · d1 white queen · f1 white rook · g1 white king | a8 black rook · c8 black bishop · d8 black queen · e8 black king · h8 black rook · a7 black pawn · b7 black pawn · c7 black pawn · d7 black knight · e7 black knight · f7 black pawn · g7 black bishop · h7 black pawn · d6 black pawn · e6 black pawn · g6 black pawn · c4 white bishop · d4 white pawn · e4 white pawn · c3 white knight · f3 white knight · a2 white pawn · b2 white pawn · c2 white pawn · f2 white pawn · g2 white pawn · h2 white pawn · a1 white rook · c1 white bishop · d1 white queen · f1 white rook · g1 white king | a8 black rook · c8 black bishop · d8 black queen · e8 black king · h8 black rook · a7 black pawn · b7 black pawn · c7 black pawn · d7 black knight · e7 black knight · f7 black pawn · g7 black bishop · h7 black pawn · d6 black pawn · e6 black pawn · g6 black pawn · c4 white bishop · d4 white pawn · e4 white pawn · c3 white knight · f3 white knight · a2 white pawn · b2 white pawn · c2 white pawn · f2 white pawn · g2 white pawn · h2 white pawn · a1 white rook · c1 white bishop · d1 white queen · f1 white rook · g1 white king | a8 black rook · c8 black bishop · d8 black queen · e8 black king · h8 black rook · a7 black pawn · b7 black pawn · c7 black pawn · d7 black knight · e7 black knight · f7 black pawn · g7 black bishop · h7 black pawn · d6 black pawn · e6 black pawn · g6 black pawn · c4 white bishop · d4 white pawn · e4 white pawn · c3 white knight · f3 white knight · a2 white pawn · b2 white pawn · c2 white pawn · f2 white pawn · g2 white pawn · h2 white pawn · a1 white rook · c1 white bishop · d1 white queen · f1 white rook · g1 white king | a8 black rook · c8 black bishop · d8 black queen · e8 black king · h8 black rook · a7 black pawn · b7 black pawn · c7 black pawn · d7 black knight · e7 black knight · f7 black pawn · g7 black bishop · h7 black pawn · d6 black pawn · e6 black pawn · g6 black pawn · c4 white bishop · d4 white pawn · e4 white pawn · c3 white knight · f3 white knight · a2 white pawn · b2 white pawn · c2 white pawn · f2 white pawn · g2 white pawn · h2 white pawn · a1 white rook · c1 white bishop · d1 white queen · f1 white rook · g1 white king | a8 black rook · c8 black bishop · d8 black queen · e8 black king · h8 black rook · a7 black pawn · b7 black pawn · c7 black pawn · d7 black knight · e7 black knight · f7 black pawn · g7 black bishop · h7 black pawn · d6 black pawn · e6 black pawn · g6 black pawn · c4 white bishop · d4 white pawn · e4 white pawn · c3 white knight · f3 white knight · a2 white pawn · b2 white pawn · c2 white pawn · f2 white pawn · g2 white pawn · h2 white pawn · a1 white rook · c1 white bishop · d1 white queen · f1 white rook · g1 white king | a8 black rook · c8 black bishop · d8 black queen · e8 black king · h8 black rook · a7 black pawn · b7 black pawn · c7 black pawn · d7 black knight · e7 black knight · f7 black pawn · g7 black bishop · h7 black pawn · d6 black pawn · e6 black pawn · g6 black pawn · c4 white bishop · d4 white pawn · e4 white pawn · c3 white knight · f3 white knight · a2 white pawn · b2 white pawn · c2 white pawn · f2 white pawn · g2 white pawn · h2 white pawn · a1 white rook · c1 white bishop · d1 white queen · f1 white rook · g1 white king | a8 black rook · c8 black bishop · d8 black queen · e8 black king · h8 black rook · a7 black pawn · b7 black pawn · c7 black pawn · d7 black knight · e7 black knight · f7 black pawn · g7 black bishop · h7 black pawn · d6 black pawn · e6 black pawn · g6 black pawn · c4 white bishop · d4 white pawn · e4 white pawn · c3 white knight · f3 white knight · a2 white pawn · b2 white pawn · c2 white pawn · f2 white pawn · g2 white pawn · h2 white pawn · a1 white rook · c1 white bishop · d1 white queen · f1 white rook · g1 white king | 3 |
| 2 | a8 black rook · c8 black bishop · d8 black queen · e8 black king · h8 black rook · a7 black pawn · b7 black pawn · c7 black pawn · d7 black knight · e7 black knight · f7 black pawn · g7 black bishop · h7 black pawn · d6 black pawn · e6 black pawn · g6 black pawn · c4 white bishop · d4 white pawn · e4 white pawn · c3 white knight · f3 white knight · a2 white pawn · b2 white pawn · c2 white pawn · f2 white pawn · g2 white pawn · h2 white pawn · a1 white rook · c1 white bishop · d1 white queen · f1 white rook · g1 white king | a8 black rook · c8 black bishop · d8 black queen · e8 black king · h8 black rook · a7 black pawn · b7 black pawn · c7 black pawn · d7 black knight · e7 black knight · f7 black pawn · g7 black bishop · h7 black pawn · d6 black pawn · e6 black pawn · g6 black pawn · c4 white bishop · d4 white pawn · e4 white pawn · c3 white knight · f3 white knight · a2 white pawn · b2 white pawn · c2 white pawn · f2 white pawn · g2 white pawn · h2 white pawn · a1 white rook · c1 white bishop · d1 white queen · f1 white rook · g1 white king | a8 black rook · c8 black bishop · d8 black queen · e8 black king · h8 black rook · a7 black pawn · b7 black pawn · c7 black pawn · d7 black knight · e7 black knight · f7 black pawn · g7 black bishop · h7 black pawn · d6 black pawn · e6 black pawn · g6 black pawn · c4 white bishop · d4 white pawn · e4 white pawn · c3 white knight · f3 white knight · a2 white pawn · b2 white pawn · c2 white pawn · f2 white pawn · g2 white pawn · h2 white pawn · a1 white rook · c1 white bishop · d1 white queen · f1 white rook · g1 white king | a8 black rook · c8 black bishop · d8 black queen · e8 black king · h8 black rook · a7 black pawn · b7 black pawn · c7 black pawn · d7 black knight · e7 black knight · f7 black pawn · g7 black bishop · h7 black pawn · d6 black pawn · e6 black pawn · g6 black pawn · c4 white bishop · d4 white pawn · e4 white pawn · c3 white knight · f3 white knight · a2 white pawn · b2 white pawn · c2 white pawn · f2 white pawn · g2 white pawn · h2 white pawn · a1 white rook · c1 white bishop · d1 white queen · f1 white rook · g1 white king | a8 black rook · c8 black bishop · d8 black queen · e8 black king · h8 black rook · a7 black pawn · b7 black pawn · c7 black pawn · d7 black knight · e7 black knight · f7 black pawn · g7 black bishop · h7 black pawn · d6 black pawn · e6 black pawn · g6 black pawn · c4 white bishop · d4 white pawn · e4 white pawn · c3 white knight · f3 white knight · a2 white pawn · b2 white pawn · c2 white pawn · f2 white pawn · g2 white pawn · h2 white pawn · a1 white rook · c1 white bishop · d1 white queen · f1 white rook · g1 white king | a8 black rook · c8 black bishop · d8 black queen · e8 black king · h8 black rook · a7 black pawn · b7 black pawn · c7 black pawn · d7 black knight · e7 black knight · f7 black pawn · g7 black bishop · h7 black pawn · d6 black pawn · e6 black pawn · g6 black pawn · c4 white bishop · d4 white pawn · e4 white pawn · c3 white knight · f3 white knight · a2 white pawn · b2 white pawn · c2 white pawn · f2 white pawn · g2 white pawn · h2 white pawn · a1 white rook · c1 white bishop · d1 white queen · f1 white rook · g1 white king | a8 black rook · c8 black bishop · d8 black queen · e8 black king · h8 black rook · a7 black pawn · b7 black pawn · c7 black pawn · d7 black knight · e7 black knight · f7 black pawn · g7 black bishop · h7 black pawn · d6 black pawn · e6 black pawn · g6 black pawn · c4 white bishop · d4 white pawn · e4 white pawn · c3 white knight · f3 white knight · a2 white pawn · b2 white pawn · c2 white pawn · f2 white pawn · g2 white pawn · h2 white pawn · a1 white rook · c1 white bishop · d1 white queen · f1 white rook · g1 white king | a8 black rook · c8 black bishop · d8 black queen · e8 black king · h8 black rook · a7 black pawn · b7 black pawn · c7 black pawn · d7 black knight · e7 black knight · f7 black pawn · g7 black bishop · h7 black pawn · d6 black pawn · e6 black pawn · g6 black pawn · c4 white bishop · d4 white pawn · e4 white pawn · c3 white knight · f3 white knight · a2 white pawn · b2 white pawn · c2 white pawn · f2 white pawn · g2 white pawn · h2 white pawn · a1 white rook · c1 white bishop · d1 white queen · f1 white rook · g1 white king | 2 |
| 1 | a8 black rook · c8 black bishop · d8 black queen · e8 black king · h8 black rook · a7 black pawn · b7 black pawn · c7 black pawn · d7 black knight · e7 black knight · f7 black pawn · g7 black bishop · h7 black pawn · d6 black pawn · e6 black pawn · g6 black pawn · c4 white bishop · d4 white pawn · e4 white pawn · c3 white knight · f3 white knight · a2 white pawn · b2 white pawn · c2 white pawn · f2 white pawn · g2 white pawn · h2 white pawn · a1 white rook · c1 white bishop · d1 white queen · f1 white rook · g1 white king | a8 black rook · c8 black bishop · d8 black queen · e8 black king · h8 black rook · a7 black pawn · b7 black pawn · c7 black pawn · d7 black knight · e7 black knight · f7 black pawn · g7 black bishop · h7 black pawn · d6 black pawn · e6 black pawn · g6 black pawn · c4 white bishop · d4 white pawn · e4 white pawn · c3 white knight · f3 white knight · a2 white pawn · b2 white pawn · c2 white pawn · f2 white pawn · g2 white pawn · h2 white pawn · a1 white rook · c1 white bishop · d1 white queen · f1 white rook · g1 white king | a8 black rook · c8 black bishop · d8 black queen · e8 black king · h8 black rook · a7 black pawn · b7 black pawn · c7 black pawn · d7 black knight · e7 black knight · f7 black pawn · g7 black bishop · h7 black pawn · d6 black pawn · e6 black pawn · g6 black pawn · c4 white bishop · d4 white pawn · e4 white pawn · c3 white knight · f3 white knight · a2 white pawn · b2 white pawn · c2 white pawn · f2 white pawn · g2 white pawn · h2 white pawn · a1 white rook · c1 white bishop · d1 white queen · f1 white rook · g1 white king | a8 black rook · c8 black bishop · d8 black queen · e8 black king · h8 black rook · a7 black pawn · b7 black pawn · c7 black pawn · d7 black knight · e7 black knight · f7 black pawn · g7 black bishop · h7 black pawn · d6 black pawn · e6 black pawn · g6 black pawn · c4 white bishop · d4 white pawn · e4 white pawn · c3 white knight · f3 white knight · a2 white pawn · b2 white pawn · c2 white pawn · f2 white pawn · g2 white pawn · h2 white pawn · a1 white rook · c1 white bishop · d1 white queen · f1 white rook · g1 white king | a8 black rook · c8 black bishop · d8 black queen · e8 black king · h8 black rook · a7 black pawn · b7 black pawn · c7 black pawn · d7 black knight · e7 black knight · f7 black pawn · g7 black bishop · h7 black pawn · d6 black pawn · e6 black pawn · g6 black pawn · c4 white bishop · d4 white pawn · e4 white pawn · c3 white knight · f3 white knight · a2 white pawn · b2 white pawn · c2 white pawn · f2 white pawn · g2 white pawn · h2 white pawn · a1 white rook · c1 white bishop · d1 white queen · f1 white rook · g1 white king | a8 black rook · c8 black bishop · d8 black queen · e8 black king · h8 black rook · a7 black pawn · b7 black pawn · c7 black pawn · d7 black knight · e7 black knight · f7 black pawn · g7 black bishop · h7 black pawn · d6 black pawn · e6 black pawn · g6 black pawn · c4 white bishop · d4 white pawn · e4 white pawn · c3 white knight · f3 white knight · a2 white pawn · b2 white pawn · c2 white pawn · f2 white pawn · g2 white pawn · h2 white pawn · a1 white rook · c1 white bishop · d1 white queen · f1 white rook · g1 white king | a8 black rook · c8 black bishop · d8 black queen · e8 black king · h8 black rook · a7 black pawn · b7 black pawn · c7 black pawn · d7 black knight · e7 black knight · f7 black pawn · g7 black bishop · h7 black pawn · d6 black pawn · e6 black pawn · g6 black pawn · c4 white bishop · d4 white pawn · e4 white pawn · c3 white knight · f3 white knight · a2 white pawn · b2 white pawn · c2 white pawn · f2 white pawn · g2 white pawn · h2 white pawn · a1 white rook · c1 white bishop · d1 white queen · f1 white rook · g1 white king | a8 black rook · c8 black bishop · d8 black queen · e8 black king · h8 black rook · a7 black pawn · b7 black pawn · c7 black pawn · d7 black knight · e7 black knight · f7 black pawn · g7 black bishop · h7 black pawn · d6 black pawn · e6 black pawn · g6 black pawn · c4 white bishop · d4 white pawn · e4 white pawn · c3 white knight · f3 white knight · a2 white pawn · b2 white pawn · c2 white pawn · f2 white pawn · g2 white pawn · h2 white pawn · a1 white rook · c1 white bishop · d1 white queen · f1 white rook · g1 white king | 1 |
|   | a | b | c | d | e | f | g | h |   |

|   | a | b | c | d | e | f | g | h |   |
| 8 | a8 black rook · d8 black queen · e8 black king · h8 black rook · a7 black pawn · b7 black bishop · c7 black pawn · d7 black knight · e7 black knight · f7 black pawn · g7 black bishop · h7 black pawn · b6 black pawn · d6 black pawn · e6 black pawn · g6 black pawn · c4 white pawn · d4 white pawn · e4 white pawn · c3 white knight · e3 white bishop · f3 white knight · a2 white pawn · b2 white pawn · e2 white bishop · f2 white pawn · g2 white pawn · h2 white pawn · a1 white rook · d1 white queen · f1 white rook · g1 white king | a8 black rook · d8 black queen · e8 black king · h8 black rook · a7 black pawn · b7 black bishop · c7 black pawn · d7 black knight · e7 black knight · f7 black pawn · g7 black bishop · h7 black pawn · b6 black pawn · d6 black pawn · e6 black pawn · g6 black pawn · c4 white pawn · d4 white pawn · e4 white pawn · c3 white knight · e3 white bishop · f3 white knight · a2 white pawn · b2 white pawn · e2 white bishop · f2 white pawn · g2 white pawn · h2 white pawn · a1 white rook · d1 white queen · f1 white rook · g1 white king | a8 black rook · d8 black queen · e8 black king · h8 black rook · a7 black pawn · b7 black bishop · c7 black pawn · d7 black knight · e7 black knight · f7 black pawn · g7 black bishop · h7 black pawn · b6 black pawn · d6 black pawn · e6 black pawn · g6 black pawn · c4 white pawn · d4 white pawn · e4 white pawn · c3 white knight · e3 white bishop · f3 white knight · a2 white pawn · b2 white pawn · e2 white bishop · f2 white pawn · g2 white pawn · h2 white pawn · a1 white rook · d1 white queen · f1 white rook · g1 white king | a8 black rook · d8 black queen · e8 black king · h8 black rook · a7 black pawn · b7 black bishop · c7 black pawn · d7 black knight · e7 black knight · f7 black pawn · g7 black bishop · h7 black pawn · b6 black pawn · d6 black pawn · e6 black pawn · g6 black pawn · c4 white pawn · d4 white pawn · e4 white pawn · c3 white knight · e3 white bishop · f3 white knight · a2 white pawn · b2 white pawn · e2 white bishop · f2 white pawn · g2 white pawn · h2 white pawn · a1 white rook · d1 white queen · f1 white rook · g1 white king | a8 black rook · d8 black queen · e8 black king · h8 black rook · a7 black pawn · b7 black bishop · c7 black pawn · d7 black knight · e7 black knight · f7 black pawn · g7 black bishop · h7 black pawn · b6 black pawn · d6 black pawn · e6 black pawn · g6 black pawn · c4 white pawn · d4 white pawn · e4 white pawn · c3 white knight · e3 white bishop · f3 white knight · a2 white pawn · b2 white pawn · e2 white bishop · f2 white pawn · g2 white pawn · h2 white pawn · a1 white rook · d1 white queen · f1 white rook · g1 white king | a8 black rook · d8 black queen · e8 black king · h8 black rook · a7 black pawn · b7 black bishop · c7 black pawn · d7 black knight · e7 black knight · f7 black pawn · g7 black bishop · h7 black pawn · b6 black pawn · d6 black pawn · e6 black pawn · g6 black pawn · c4 white pawn · d4 white pawn · e4 white pawn · c3 white knight · e3 white bishop · f3 white knight · a2 white pawn · b2 white pawn · e2 white bishop · f2 white pawn · g2 white pawn · h2 white pawn · a1 white rook · d1 white queen · f1 white rook · g1 white king | a8 black rook · d8 black queen · e8 black king · h8 black rook · a7 black pawn · b7 black bishop · c7 black pawn · d7 black knight · e7 black knight · f7 black pawn · g7 black bishop · h7 black pawn · b6 black pawn · d6 black pawn · e6 black pawn · g6 black pawn · c4 white pawn · d4 white pawn · e4 white pawn · c3 white knight · e3 white bishop · f3 white knight · a2 white pawn · b2 white pawn · e2 white bishop · f2 white pawn · g2 white pawn · h2 white pawn · a1 white rook · d1 white queen · f1 white rook · g1 white king | a8 black rook · d8 black queen · e8 black king · h8 black rook · a7 black pawn · b7 black bishop · c7 black pawn · d7 black knight · e7 black knight · f7 black pawn · g7 black bishop · h7 black pawn · b6 black pawn · d6 black pawn · e6 black pawn · g6 black pawn · c4 white pawn · d4 white pawn · e4 white pawn · c3 white knight · e3 white bishop · f3 white knight · a2 white pawn · b2 white pawn · e2 white bishop · f2 white pawn · g2 white pawn · h2 white pawn · a1 white rook · d1 white queen · f1 white rook · g1 white king | 8 |
| 7 | a8 black rook · d8 black queen · e8 black king · h8 black rook · a7 black pawn · b7 black bishop · c7 black pawn · d7 black knight · e7 black knight · f7 black pawn · g7 black bishop · h7 black pawn · b6 black pawn · d6 black pawn · e6 black pawn · g6 black pawn · c4 white pawn · d4 white pawn · e4 white pawn · c3 white knight · e3 white bishop · f3 white knight · a2 white pawn · b2 white pawn · e2 white bishop · f2 white pawn · g2 white pawn · h2 white pawn · a1 white rook · d1 white queen · f1 white rook · g1 white king | a8 black rook · d8 black queen · e8 black king · h8 black rook · a7 black pawn · b7 black bishop · c7 black pawn · d7 black knight · e7 black knight · f7 black pawn · g7 black bishop · h7 black pawn · b6 black pawn · d6 black pawn · e6 black pawn · g6 black pawn · c4 white pawn · d4 white pawn · e4 white pawn · c3 white knight · e3 white bishop · f3 white knight · a2 white pawn · b2 white pawn · e2 white bishop · f2 white pawn · g2 white pawn · h2 white pawn · a1 white rook · d1 white queen · f1 white rook · g1 white king | a8 black rook · d8 black queen · e8 black king · h8 black rook · a7 black pawn · b7 black bishop · c7 black pawn · d7 black knight · e7 black knight · f7 black pawn · g7 black bishop · h7 black pawn · b6 black pawn · d6 black pawn · e6 black pawn · g6 black pawn · c4 white pawn · d4 white pawn · e4 white pawn · c3 white knight · e3 white bishop · f3 white knight · a2 white pawn · b2 white pawn · e2 white bishop · f2 white pawn · g2 white pawn · h2 white pawn · a1 white rook · d1 white queen · f1 white rook · g1 white king | a8 black rook · d8 black queen · e8 black king · h8 black rook · a7 black pawn · b7 black bishop · c7 black pawn · d7 black knight · e7 black knight · f7 black pawn · g7 black bishop · h7 black pawn · b6 black pawn · d6 black pawn · e6 black pawn · g6 black pawn · c4 white pawn · d4 white pawn · e4 white pawn · c3 white knight · e3 white bishop · f3 white knight · a2 white pawn · b2 white pawn · e2 white bishop · f2 white pawn · g2 white pawn · h2 white pawn · a1 white rook · d1 white queen · f1 white rook · g1 white king | a8 black rook · d8 black queen · e8 black king · h8 black rook · a7 black pawn · b7 black bishop · c7 black pawn · d7 black knight · e7 black knight · f7 black pawn · g7 black bishop · h7 black pawn · b6 black pawn · d6 black pawn · e6 black pawn · g6 black pawn · c4 white pawn · d4 white pawn · e4 white pawn · c3 white knight · e3 white bishop · f3 white knight · a2 white pawn · b2 white pawn · e2 white bishop · f2 white pawn · g2 white pawn · h2 white pawn · a1 white rook · d1 white queen · f1 white rook · g1 white king | a8 black rook · d8 black queen · e8 black king · h8 black rook · a7 black pawn · b7 black bishop · c7 black pawn · d7 black knight · e7 black knight · f7 black pawn · g7 black bishop · h7 black pawn · b6 black pawn · d6 black pawn · e6 black pawn · g6 black pawn · c4 white pawn · d4 white pawn · e4 white pawn · c3 white knight · e3 white bishop · f3 white knight · a2 white pawn · b2 white pawn · e2 white bishop · f2 white pawn · g2 white pawn · h2 white pawn · a1 white rook · d1 white queen · f1 white rook · g1 white king | a8 black rook · d8 black queen · e8 black king · h8 black rook · a7 black pawn · b7 black bishop · c7 black pawn · d7 black knight · e7 black knight · f7 black pawn · g7 black bishop · h7 black pawn · b6 black pawn · d6 black pawn · e6 black pawn · g6 black pawn · c4 white pawn · d4 white pawn · e4 white pawn · c3 white knight · e3 white bishop · f3 white knight · a2 white pawn · b2 white pawn · e2 white bishop · f2 white pawn · g2 white pawn · h2 white pawn · a1 white rook · d1 white queen · f1 white rook · g1 white king | a8 black rook · d8 black queen · e8 black king · h8 black rook · a7 black pawn · b7 black bishop · c7 black pawn · d7 black knight · e7 black knight · f7 black pawn · g7 black bishop · h7 black pawn · b6 black pawn · d6 black pawn · e6 black pawn · g6 black pawn · c4 white pawn · d4 white pawn · e4 white pawn · c3 white knight · e3 white bishop · f3 white knight · a2 white pawn · b2 white pawn · e2 white bishop · f2 white pawn · g2 white pawn · h2 white pawn · a1 white rook · d1 white queen · f1 white rook · g1 white king | 7 |
| 6 | a8 black rook · d8 black queen · e8 black king · h8 black rook · a7 black pawn · b7 black bishop · c7 black pawn · d7 black knight · e7 black knight · f7 black pawn · g7 black bishop · h7 black pawn · b6 black pawn · d6 black pawn · e6 black pawn · g6 black pawn · c4 white pawn · d4 white pawn · e4 white pawn · c3 white knight · e3 white bishop · f3 white knight · a2 white pawn · b2 white pawn · e2 white bishop · f2 white pawn · g2 white pawn · h2 white pawn · a1 white rook · d1 white queen · f1 white rook · g1 white king | a8 black rook · d8 black queen · e8 black king · h8 black rook · a7 black pawn · b7 black bishop · c7 black pawn · d7 black knight · e7 black knight · f7 black pawn · g7 black bishop · h7 black pawn · b6 black pawn · d6 black pawn · e6 black pawn · g6 black pawn · c4 white pawn · d4 white pawn · e4 white pawn · c3 white knight · e3 white bishop · f3 white knight · a2 white pawn · b2 white pawn · e2 white bishop · f2 white pawn · g2 white pawn · h2 white pawn · a1 white rook · d1 white queen · f1 white rook · g1 white king | a8 black rook · d8 black queen · e8 black king · h8 black rook · a7 black pawn · b7 black bishop · c7 black pawn · d7 black knight · e7 black knight · f7 black pawn · g7 black bishop · h7 black pawn · b6 black pawn · d6 black pawn · e6 black pawn · g6 black pawn · c4 white pawn · d4 white pawn · e4 white pawn · c3 white knight · e3 white bishop · f3 white knight · a2 white pawn · b2 white pawn · e2 white bishop · f2 white pawn · g2 white pawn · h2 white pawn · a1 white rook · d1 white queen · f1 white rook · g1 white king | a8 black rook · d8 black queen · e8 black king · h8 black rook · a7 black pawn · b7 black bishop · c7 black pawn · d7 black knight · e7 black knight · f7 black pawn · g7 black bishop · h7 black pawn · b6 black pawn · d6 black pawn · e6 black pawn · g6 black pawn · c4 white pawn · d4 white pawn · e4 white pawn · c3 white knight · e3 white bishop · f3 white knight · a2 white pawn · b2 white pawn · e2 white bishop · f2 white pawn · g2 white pawn · h2 white pawn · a1 white rook · d1 white queen · f1 white rook · g1 white king | a8 black rook · d8 black queen · e8 black king · h8 black rook · a7 black pawn · b7 black bishop · c7 black pawn · d7 black knight · e7 black knight · f7 black pawn · g7 black bishop · h7 black pawn · b6 black pawn · d6 black pawn · e6 black pawn · g6 black pawn · c4 white pawn · d4 white pawn · e4 white pawn · c3 white knight · e3 white bishop · f3 white knight · a2 white pawn · b2 white pawn · e2 white bishop · f2 white pawn · g2 white pawn · h2 white pawn · a1 white rook · d1 white queen · f1 white rook · g1 white king | a8 black rook · d8 black queen · e8 black king · h8 black rook · a7 black pawn · b7 black bishop · c7 black pawn · d7 black knight · e7 black knight · f7 black pawn · g7 black bishop · h7 black pawn · b6 black pawn · d6 black pawn · e6 black pawn · g6 black pawn · c4 white pawn · d4 white pawn · e4 white pawn · c3 white knight · e3 white bishop · f3 white knight · a2 white pawn · b2 white pawn · e2 white bishop · f2 white pawn · g2 white pawn · h2 white pawn · a1 white rook · d1 white queen · f1 white rook · g1 white king | a8 black rook · d8 black queen · e8 black king · h8 black rook · a7 black pawn · b7 black bishop · c7 black pawn · d7 black knight · e7 black knight · f7 black pawn · g7 black bishop · h7 black pawn · b6 black pawn · d6 black pawn · e6 black pawn · g6 black pawn · c4 white pawn · d4 white pawn · e4 white pawn · c3 white knight · e3 white bishop · f3 white knight · a2 white pawn · b2 white pawn · e2 white bishop · f2 white pawn · g2 white pawn · h2 white pawn · a1 white rook · d1 white queen · f1 white rook · g1 white king | a8 black rook · d8 black queen · e8 black king · h8 black rook · a7 black pawn · b7 black bishop · c7 black pawn · d7 black knight · e7 black knight · f7 black pawn · g7 black bishop · h7 black pawn · b6 black pawn · d6 black pawn · e6 black pawn · g6 black pawn · c4 white pawn · d4 white pawn · e4 white pawn · c3 white knight · e3 white bishop · f3 white knight · a2 white pawn · b2 white pawn · e2 white bishop · f2 white pawn · g2 white pawn · h2 white pawn · a1 white rook · d1 white queen · f1 white rook · g1 white king | 6 |
| 5 | a8 black rook · d8 black queen · e8 black king · h8 black rook · a7 black pawn · b7 black bishop · c7 black pawn · d7 black knight · e7 black knight · f7 black pawn · g7 black bishop · h7 black pawn · b6 black pawn · d6 black pawn · e6 black pawn · g6 black pawn · c4 white pawn · d4 white pawn · e4 white pawn · c3 white knight · e3 white bishop · f3 white knight · a2 white pawn · b2 white pawn · e2 white bishop · f2 white pawn · g2 white pawn · h2 white pawn · a1 white rook · d1 white queen · f1 white rook · g1 white king | a8 black rook · d8 black queen · e8 black king · h8 black rook · a7 black pawn · b7 black bishop · c7 black pawn · d7 black knight · e7 black knight · f7 black pawn · g7 black bishop · h7 black pawn · b6 black pawn · d6 black pawn · e6 black pawn · g6 black pawn · c4 white pawn · d4 white pawn · e4 white pawn · c3 white knight · e3 white bishop · f3 white knight · a2 white pawn · b2 white pawn · e2 white bishop · f2 white pawn · g2 white pawn · h2 white pawn · a1 white rook · d1 white queen · f1 white rook · g1 white king | a8 black rook · d8 black queen · e8 black king · h8 black rook · a7 black pawn · b7 black bishop · c7 black pawn · d7 black knight · e7 black knight · f7 black pawn · g7 black bishop · h7 black pawn · b6 black pawn · d6 black pawn · e6 black pawn · g6 black pawn · c4 white pawn · d4 white pawn · e4 white pawn · c3 white knight · e3 white bishop · f3 white knight · a2 white pawn · b2 white pawn · e2 white bishop · f2 white pawn · g2 white pawn · h2 white pawn · a1 white rook · d1 white queen · f1 white rook · g1 white king | a8 black rook · d8 black queen · e8 black king · h8 black rook · a7 black pawn · b7 black bishop · c7 black pawn · d7 black knight · e7 black knight · f7 black pawn · g7 black bishop · h7 black pawn · b6 black pawn · d6 black pawn · e6 black pawn · g6 black pawn · c4 white pawn · d4 white pawn · e4 white pawn · c3 white knight · e3 white bishop · f3 white knight · a2 white pawn · b2 white pawn · e2 white bishop · f2 white pawn · g2 white pawn · h2 white pawn · a1 white rook · d1 white queen · f1 white rook · g1 white king | a8 black rook · d8 black queen · e8 black king · h8 black rook · a7 black pawn · b7 black bishop · c7 black pawn · d7 black knight · e7 black knight · f7 black pawn · g7 black bishop · h7 black pawn · b6 black pawn · d6 black pawn · e6 black pawn · g6 black pawn · c4 white pawn · d4 white pawn · e4 white pawn · c3 white knight · e3 white bishop · f3 white knight · a2 white pawn · b2 white pawn · e2 white bishop · f2 white pawn · g2 white pawn · h2 white pawn · a1 white rook · d1 white queen · f1 white rook · g1 white king | a8 black rook · d8 black queen · e8 black king · h8 black rook · a7 black pawn · b7 black bishop · c7 black pawn · d7 black knight · e7 black knight · f7 black pawn · g7 black bishop · h7 black pawn · b6 black pawn · d6 black pawn · e6 black pawn · g6 black pawn · c4 white pawn · d4 white pawn · e4 white pawn · c3 white knight · e3 white bishop · f3 white knight · a2 white pawn · b2 white pawn · e2 white bishop · f2 white pawn · g2 white pawn · h2 white pawn · a1 white rook · d1 white queen · f1 white rook · g1 white king | a8 black rook · d8 black queen · e8 black king · h8 black rook · a7 black pawn · b7 black bishop · c7 black pawn · d7 black knight · e7 black knight · f7 black pawn · g7 black bishop · h7 black pawn · b6 black pawn · d6 black pawn · e6 black pawn · g6 black pawn · c4 white pawn · d4 white pawn · e4 white pawn · c3 white knight · e3 white bishop · f3 white knight · a2 white pawn · b2 white pawn · e2 white bishop · f2 white pawn · g2 white pawn · h2 white pawn · a1 white rook · d1 white queen · f1 white rook · g1 white king | a8 black rook · d8 black queen · e8 black king · h8 black rook · a7 black pawn · b7 black bishop · c7 black pawn · d7 black knight · e7 black knight · f7 black pawn · g7 black bishop · h7 black pawn · b6 black pawn · d6 black pawn · e6 black pawn · g6 black pawn · c4 white pawn · d4 white pawn · e4 white pawn · c3 white knight · e3 white bishop · f3 white knight · a2 white pawn · b2 white pawn · e2 white bishop · f2 white pawn · g2 white pawn · h2 white pawn · a1 white rook · d1 white queen · f1 white rook · g1 white king | 5 |
| 4 | a8 black rook · d8 black queen · e8 black king · h8 black rook · a7 black pawn · b7 black bishop · c7 black pawn · d7 black knight · e7 black knight · f7 black pawn · g7 black bishop · h7 black pawn · b6 black pawn · d6 black pawn · e6 black pawn · g6 black pawn · c4 white pawn · d4 white pawn · e4 white pawn · c3 white knight · e3 white bishop · f3 white knight · a2 white pawn · b2 white pawn · e2 white bishop · f2 white pawn · g2 white pawn · h2 white pawn · a1 white rook · d1 white queen · f1 white rook · g1 white king | a8 black rook · d8 black queen · e8 black king · h8 black rook · a7 black pawn · b7 black bishop · c7 black pawn · d7 black knight · e7 black knight · f7 black pawn · g7 black bishop · h7 black pawn · b6 black pawn · d6 black pawn · e6 black pawn · g6 black pawn · c4 white pawn · d4 white pawn · e4 white pawn · c3 white knight · e3 white bishop · f3 white knight · a2 white pawn · b2 white pawn · e2 white bishop · f2 white pawn · g2 white pawn · h2 white pawn · a1 white rook · d1 white queen · f1 white rook · g1 white king | a8 black rook · d8 black queen · e8 black king · h8 black rook · a7 black pawn · b7 black bishop · c7 black pawn · d7 black knight · e7 black knight · f7 black pawn · g7 black bishop · h7 black pawn · b6 black pawn · d6 black pawn · e6 black pawn · g6 black pawn · c4 white pawn · d4 white pawn · e4 white pawn · c3 white knight · e3 white bishop · f3 white knight · a2 white pawn · b2 white pawn · e2 white bishop · f2 white pawn · g2 white pawn · h2 white pawn · a1 white rook · d1 white queen · f1 white rook · g1 white king | a8 black rook · d8 black queen · e8 black king · h8 black rook · a7 black pawn · b7 black bishop · c7 black pawn · d7 black knight · e7 black knight · f7 black pawn · g7 black bishop · h7 black pawn · b6 black pawn · d6 black pawn · e6 black pawn · g6 black pawn · c4 white pawn · d4 white pawn · e4 white pawn · c3 white knight · e3 white bishop · f3 white knight · a2 white pawn · b2 white pawn · e2 white bishop · f2 white pawn · g2 white pawn · h2 white pawn · a1 white rook · d1 white queen · f1 white rook · g1 white king | a8 black rook · d8 black queen · e8 black king · h8 black rook · a7 black pawn · b7 black bishop · c7 black pawn · d7 black knight · e7 black knight · f7 black pawn · g7 black bishop · h7 black pawn · b6 black pawn · d6 black pawn · e6 black pawn · g6 black pawn · c4 white pawn · d4 white pawn · e4 white pawn · c3 white knight · e3 white bishop · f3 white knight · a2 white pawn · b2 white pawn · e2 white bishop · f2 white pawn · g2 white pawn · h2 white pawn · a1 white rook · d1 white queen · f1 white rook · g1 white king | a8 black rook · d8 black queen · e8 black king · h8 black rook · a7 black pawn · b7 black bishop · c7 black pawn · d7 black knight · e7 black knight · f7 black pawn · g7 black bishop · h7 black pawn · b6 black pawn · d6 black pawn · e6 black pawn · g6 black pawn · c4 white pawn · d4 white pawn · e4 white pawn · c3 white knight · e3 white bishop · f3 white knight · a2 white pawn · b2 white pawn · e2 white bishop · f2 white pawn · g2 white pawn · h2 white pawn · a1 white rook · d1 white queen · f1 white rook · g1 white king | a8 black rook · d8 black queen · e8 black king · h8 black rook · a7 black pawn · b7 black bishop · c7 black pawn · d7 black knight · e7 black knight · f7 black pawn · g7 black bishop · h7 black pawn · b6 black pawn · d6 black pawn · e6 black pawn · g6 black pawn · c4 white pawn · d4 white pawn · e4 white pawn · c3 white knight · e3 white bishop · f3 white knight · a2 white pawn · b2 white pawn · e2 white bishop · f2 white pawn · g2 white pawn · h2 white pawn · a1 white rook · d1 white queen · f1 white rook · g1 white king | a8 black rook · d8 black queen · e8 black king · h8 black rook · a7 black pawn · b7 black bishop · c7 black pawn · d7 black knight · e7 black knight · f7 black pawn · g7 black bishop · h7 black pawn · b6 black pawn · d6 black pawn · e6 black pawn · g6 black pawn · c4 white pawn · d4 white pawn · e4 white pawn · c3 white knight · e3 white bishop · f3 white knight · a2 white pawn · b2 white pawn · e2 white bishop · f2 white pawn · g2 white pawn · h2 white pawn · a1 white rook · d1 white queen · f1 white rook · g1 white king | 4 |
| 3 | a8 black rook · d8 black queen · e8 black king · h8 black rook · a7 black pawn · b7 black bishop · c7 black pawn · d7 black knight · e7 black knight · f7 black pawn · g7 black bishop · h7 black pawn · b6 black pawn · d6 black pawn · e6 black pawn · g6 black pawn · c4 white pawn · d4 white pawn · e4 white pawn · c3 white knight · e3 white bishop · f3 white knight · a2 white pawn · b2 white pawn · e2 white bishop · f2 white pawn · g2 white pawn · h2 white pawn · a1 white rook · d1 white queen · f1 white rook · g1 white king | a8 black rook · d8 black queen · e8 black king · h8 black rook · a7 black pawn · b7 black bishop · c7 black pawn · d7 black knight · e7 black knight · f7 black pawn · g7 black bishop · h7 black pawn · b6 black pawn · d6 black pawn · e6 black pawn · g6 black pawn · c4 white pawn · d4 white pawn · e4 white pawn · c3 white knight · e3 white bishop · f3 white knight · a2 white pawn · b2 white pawn · e2 white bishop · f2 white pawn · g2 white pawn · h2 white pawn · a1 white rook · d1 white queen · f1 white rook · g1 white king | a8 black rook · d8 black queen · e8 black king · h8 black rook · a7 black pawn · b7 black bishop · c7 black pawn · d7 black knight · e7 black knight · f7 black pawn · g7 black bishop · h7 black pawn · b6 black pawn · d6 black pawn · e6 black pawn · g6 black pawn · c4 white pawn · d4 white pawn · e4 white pawn · c3 white knight · e3 white bishop · f3 white knight · a2 white pawn · b2 white pawn · e2 white bishop · f2 white pawn · g2 white pawn · h2 white pawn · a1 white rook · d1 white queen · f1 white rook · g1 white king | a8 black rook · d8 black queen · e8 black king · h8 black rook · a7 black pawn · b7 black bishop · c7 black pawn · d7 black knight · e7 black knight · f7 black pawn · g7 black bishop · h7 black pawn · b6 black pawn · d6 black pawn · e6 black pawn · g6 black pawn · c4 white pawn · d4 white pawn · e4 white pawn · c3 white knight · e3 white bishop · f3 white knight · a2 white pawn · b2 white pawn · e2 white bishop · f2 white pawn · g2 white pawn · h2 white pawn · a1 white rook · d1 white queen · f1 white rook · g1 white king | a8 black rook · d8 black queen · e8 black king · h8 black rook · a7 black pawn · b7 black bishop · c7 black pawn · d7 black knight · e7 black knight · f7 black pawn · g7 black bishop · h7 black pawn · b6 black pawn · d6 black pawn · e6 black pawn · g6 black pawn · c4 white pawn · d4 white pawn · e4 white pawn · c3 white knight · e3 white bishop · f3 white knight · a2 white pawn · b2 white pawn · e2 white bishop · f2 white pawn · g2 white pawn · h2 white pawn · a1 white rook · d1 white queen · f1 white rook · g1 white king | a8 black rook · d8 black queen · e8 black king · h8 black rook · a7 black pawn · b7 black bishop · c7 black pawn · d7 black knight · e7 black knight · f7 black pawn · g7 black bishop · h7 black pawn · b6 black pawn · d6 black pawn · e6 black pawn · g6 black pawn · c4 white pawn · d4 white pawn · e4 white pawn · c3 white knight · e3 white bishop · f3 white knight · a2 white pawn · b2 white pawn · e2 white bishop · f2 white pawn · g2 white pawn · h2 white pawn · a1 white rook · d1 white queen · f1 white rook · g1 white king | a8 black rook · d8 black queen · e8 black king · h8 black rook · a7 black pawn · b7 black bishop · c7 black pawn · d7 black knight · e7 black knight · f7 black pawn · g7 black bishop · h7 black pawn · b6 black pawn · d6 black pawn · e6 black pawn · g6 black pawn · c4 white pawn · d4 white pawn · e4 white pawn · c3 white knight · e3 white bishop · f3 white knight · a2 white pawn · b2 white pawn · e2 white bishop · f2 white pawn · g2 white pawn · h2 white pawn · a1 white rook · d1 white queen · f1 white rook · g1 white king | a8 black rook · d8 black queen · e8 black king · h8 black rook · a7 black pawn · b7 black bishop · c7 black pawn · d7 black knight · e7 black knight · f7 black pawn · g7 black bishop · h7 black pawn · b6 black pawn · d6 black pawn · e6 black pawn · g6 black pawn · c4 white pawn · d4 white pawn · e4 white pawn · c3 white knight · e3 white bishop · f3 white knight · a2 white pawn · b2 white pawn · e2 white bishop · f2 white pawn · g2 white pawn · h2 white pawn · a1 white rook · d1 white queen · f1 white rook · g1 white king | 3 |
| 2 | a8 black rook · d8 black queen · e8 black king · h8 black rook · a7 black pawn · b7 black bishop · c7 black pawn · d7 black knight · e7 black knight · f7 black pawn · g7 black bishop · h7 black pawn · b6 black pawn · d6 black pawn · e6 black pawn · g6 black pawn · c4 white pawn · d4 white pawn · e4 white pawn · c3 white knight · e3 white bishop · f3 white knight · a2 white pawn · b2 white pawn · e2 white bishop · f2 white pawn · g2 white pawn · h2 white pawn · a1 white rook · d1 white queen · f1 white rook · g1 white king | a8 black rook · d8 black queen · e8 black king · h8 black rook · a7 black pawn · b7 black bishop · c7 black pawn · d7 black knight · e7 black knight · f7 black pawn · g7 black bishop · h7 black pawn · b6 black pawn · d6 black pawn · e6 black pawn · g6 black pawn · c4 white pawn · d4 white pawn · e4 white pawn · c3 white knight · e3 white bishop · f3 white knight · a2 white pawn · b2 white pawn · e2 white bishop · f2 white pawn · g2 white pawn · h2 white pawn · a1 white rook · d1 white queen · f1 white rook · g1 white king | a8 black rook · d8 black queen · e8 black king · h8 black rook · a7 black pawn · b7 black bishop · c7 black pawn · d7 black knight · e7 black knight · f7 black pawn · g7 black bishop · h7 black pawn · b6 black pawn · d6 black pawn · e6 black pawn · g6 black pawn · c4 white pawn · d4 white pawn · e4 white pawn · c3 white knight · e3 white bishop · f3 white knight · a2 white pawn · b2 white pawn · e2 white bishop · f2 white pawn · g2 white pawn · h2 white pawn · a1 white rook · d1 white queen · f1 white rook · g1 white king | a8 black rook · d8 black queen · e8 black king · h8 black rook · a7 black pawn · b7 black bishop · c7 black pawn · d7 black knight · e7 black knight · f7 black pawn · g7 black bishop · h7 black pawn · b6 black pawn · d6 black pawn · e6 black pawn · g6 black pawn · c4 white pawn · d4 white pawn · e4 white pawn · c3 white knight · e3 white bishop · f3 white knight · a2 white pawn · b2 white pawn · e2 white bishop · f2 white pawn · g2 white pawn · h2 white pawn · a1 white rook · d1 white queen · f1 white rook · g1 white king | a8 black rook · d8 black queen · e8 black king · h8 black rook · a7 black pawn · b7 black bishop · c7 black pawn · d7 black knight · e7 black knight · f7 black pawn · g7 black bishop · h7 black pawn · b6 black pawn · d6 black pawn · e6 black pawn · g6 black pawn · c4 white pawn · d4 white pawn · e4 white pawn · c3 white knight · e3 white bishop · f3 white knight · a2 white pawn · b2 white pawn · e2 white bishop · f2 white pawn · g2 white pawn · h2 white pawn · a1 white rook · d1 white queen · f1 white rook · g1 white king | a8 black rook · d8 black queen · e8 black king · h8 black rook · a7 black pawn · b7 black bishop · c7 black pawn · d7 black knight · e7 black knight · f7 black pawn · g7 black bishop · h7 black pawn · b6 black pawn · d6 black pawn · e6 black pawn · g6 black pawn · c4 white pawn · d4 white pawn · e4 white pawn · c3 white knight · e3 white bishop · f3 white knight · a2 white pawn · b2 white pawn · e2 white bishop · f2 white pawn · g2 white pawn · h2 white pawn · a1 white rook · d1 white queen · f1 white rook · g1 white king | a8 black rook · d8 black queen · e8 black king · h8 black rook · a7 black pawn · b7 black bishop · c7 black pawn · d7 black knight · e7 black knight · f7 black pawn · g7 black bishop · h7 black pawn · b6 black pawn · d6 black pawn · e6 black pawn · g6 black pawn · c4 white pawn · d4 white pawn · e4 white pawn · c3 white knight · e3 white bishop · f3 white knight · a2 white pawn · b2 white pawn · e2 white bishop · f2 white pawn · g2 white pawn · h2 white pawn · a1 white rook · d1 white queen · f1 white rook · g1 white king | a8 black rook · d8 black queen · e8 black king · h8 black rook · a7 black pawn · b7 black bishop · c7 black pawn · d7 black knight · e7 black knight · f7 black pawn · g7 black bishop · h7 black pawn · b6 black pawn · d6 black pawn · e6 black pawn · g6 black pawn · c4 white pawn · d4 white pawn · e4 white pawn · c3 white knight · e3 white bishop · f3 white knight · a2 white pawn · b2 white pawn · e2 white bishop · f2 white pawn · g2 white pawn · h2 white pawn · a1 white rook · d1 white queen · f1 white rook · g1 white king | 2 |
| 1 | a8 black rook · d8 black queen · e8 black king · h8 black rook · a7 black pawn · b7 black bishop · c7 black pawn · d7 black knight · e7 black knight · f7 black pawn · g7 black bishop · h7 black pawn · b6 black pawn · d6 black pawn · e6 black pawn · g6 black pawn · c4 white pawn · d4 white pawn · e4 white pawn · c3 white knight · e3 white bishop · f3 white knight · a2 white pawn · b2 white pawn · e2 white bishop · f2 white pawn · g2 white pawn · h2 white pawn · a1 white rook · d1 white queen · f1 white rook · g1 white king | a8 black rook · d8 black queen · e8 black king · h8 black rook · a7 black pawn · b7 black bishop · c7 black pawn · d7 black knight · e7 black knight · f7 black pawn · g7 black bishop · h7 black pawn · b6 black pawn · d6 black pawn · e6 black pawn · g6 black pawn · c4 white pawn · d4 white pawn · e4 white pawn · c3 white knight · e3 white bishop · f3 white knight · a2 white pawn · b2 white pawn · e2 white bishop · f2 white pawn · g2 white pawn · h2 white pawn · a1 white rook · d1 white queen · f1 white rook · g1 white king | a8 black rook · d8 black queen · e8 black king · h8 black rook · a7 black pawn · b7 black bishop · c7 black pawn · d7 black knight · e7 black knight · f7 black pawn · g7 black bishop · h7 black pawn · b6 black pawn · d6 black pawn · e6 black pawn · g6 black pawn · c4 white pawn · d4 white pawn · e4 white pawn · c3 white knight · e3 white bishop · f3 white knight · a2 white pawn · b2 white pawn · e2 white bishop · f2 white pawn · g2 white pawn · h2 white pawn · a1 white rook · d1 white queen · f1 white rook · g1 white king | a8 black rook · d8 black queen · e8 black king · h8 black rook · a7 black pawn · b7 black bishop · c7 black pawn · d7 black knight · e7 black knight · f7 black pawn · g7 black bishop · h7 black pawn · b6 black pawn · d6 black pawn · e6 black pawn · g6 black pawn · c4 white pawn · d4 white pawn · e4 white pawn · c3 white knight · e3 white bishop · f3 white knight · a2 white pawn · b2 white pawn · e2 white bishop · f2 white pawn · g2 white pawn · h2 white pawn · a1 white rook · d1 white queen · f1 white rook · g1 white king | a8 black rook · d8 black queen · e8 black king · h8 black rook · a7 black pawn · b7 black bishop · c7 black pawn · d7 black knight · e7 black knight · f7 black pawn · g7 black bishop · h7 black pawn · b6 black pawn · d6 black pawn · e6 black pawn · g6 black pawn · c4 white pawn · d4 white pawn · e4 white pawn · c3 white knight · e3 white bishop · f3 white knight · a2 white pawn · b2 white pawn · e2 white bishop · f2 white pawn · g2 white pawn · h2 white pawn · a1 white rook · d1 white queen · f1 white rook · g1 white king | a8 black rook · d8 black queen · e8 black king · h8 black rook · a7 black pawn · b7 black bishop · c7 black pawn · d7 black knight · e7 black knight · f7 black pawn · g7 black bishop · h7 black pawn · b6 black pawn · d6 black pawn · e6 black pawn · g6 black pawn · c4 white pawn · d4 white pawn · e4 white pawn · c3 white knight · e3 white bishop · f3 white knight · a2 white pawn · b2 white pawn · e2 white bishop · f2 white pawn · g2 white pawn · h2 white pawn · a1 white rook · d1 white queen · f1 white rook · g1 white king | a8 black rook · d8 black queen · e8 black king · h8 black rook · a7 black pawn · b7 black bishop · c7 black pawn · d7 black knight · e7 black knight · f7 black pawn · g7 black bishop · h7 black pawn · b6 black pawn · d6 black pawn · e6 black pawn · g6 black pawn · c4 white pawn · d4 white pawn · e4 white pawn · c3 white knight · e3 white bishop · f3 white knight · a2 white pawn · b2 white pawn · e2 white bishop · f2 white pawn · g2 white pawn · h2 white pawn · a1 white rook · d1 white queen · f1 white rook · g1 white king | a8 black rook · d8 black queen · e8 black king · h8 black rook · a7 black pawn · b7 black bishop · c7 black pawn · d7 black knight · e7 black knight · f7 black pawn · g7 black bishop · h7 black pawn · b6 black pawn · d6 black pawn · e6 black pawn · g6 black pawn · c4 white pawn · d4 white pawn · e4 white pawn · c3 white knight · e3 white bishop · f3 white knight · a2 white pawn · b2 white pawn · e2 white bishop · f2 white pawn · g2 white pawn · h2 white pawn · a1 white rook · d1 white queen · f1 white rook · g1 white king | 1 |
|   | a | b | c | d | e | f | g | h |   |

Kiện tướng và cũng là một tác giả viết về cờ vua Fred Reinfeld từng một lần phát biểu về khai cuộc này như sau: "Bất cứ chuyên gia cờ vua nào cũng sẽ từ bỏ thế trận của Đen như một sự chấp nhận thua cuộc". Đại kiện tướng Reuben Fine, một trong những kỳ thủ mạnh nhất thế giới giai đoạn thập niên 30 và 40 của thế kỷ 20, đã chỉ dẫn cho những độc giả của mình cách làm thế nào để đối phó với khai cuộc bất thường này, ông viết "một khi lực lượng được kết hợp hay trung tâm được thiết lập, một pha tấn công tốt sẽ quyết định ván cờ"."
Reinfeld, người đã mất năm 1964 có thể sẽ ngạc nhiên nếu ông được thấy một kỳ thủ cầm quân Đen đã sử dụng một thế cờ tương tự thành công trong trận chung kết của Giải vô địch cờ vua thế giới năm 1966. Khi đó, Boris Spassky đã sử dụng một thế cờ tương tự trong các ván thứ 12 và 16 của trận chung kết đối đầu với nhà đương kim vô địch thế giới ở thời điểm đó là Tigran Petrosian. Trong cả hai ván Spassky đều phát triển Tượng lên b7 và g7, và Mã lên d7 và e7. (xem hình dưới) Và cả hai ván đều kết thúc hòa. (Xem minh họa hai ván đấu bên dưới.)
|   | a | b | c | d | e | f | g | h |   |
| 8 | c8 black queen · d8 black rook · f8 black knight · h8 black rook · b7 black bishop · e7 black knight · f7 black king · g7 black bishop · a6 black pawn · b6 black pawn · c6 black pawn · d6 black pawn · e6 black pawn · f6 black pawn · g6 black pawn · h6 black pawn · a4 white pawn · d4 white pawn · e4 white pawn · h4 white pawn · b3 white bishop · c3 white knight · f3 white knight · h3 white rook · b2 white pawn · c2 white pawn · e2 white queen · f2 white pawn · g2 white pawn · c1 white bishop · e1 white rook · g1 white king | c8 black queen · d8 black rook · f8 black knight · h8 black rook · b7 black bishop · e7 black knight · f7 black king · g7 black bishop · a6 black pawn · b6 black pawn · c6 black pawn · d6 black pawn · e6 black pawn · f6 black pawn · g6 black pawn · h6 black pawn · a4 white pawn · d4 white pawn · e4 white pawn · h4 white pawn · b3 white bishop · c3 white knight · f3 white knight · h3 white rook · b2 white pawn · c2 white pawn · e2 white queen · f2 white pawn · g2 white pawn · c1 white bishop · e1 white rook · g1 white king | c8 black queen · d8 black rook · f8 black knight · h8 black rook · b7 black bishop · e7 black knight · f7 black king · g7 black bishop · a6 black pawn · b6 black pawn · c6 black pawn · d6 black pawn · e6 black pawn · f6 black pawn · g6 black pawn · h6 black pawn · a4 white pawn · d4 white pawn · e4 white pawn · h4 white pawn · b3 white bishop · c3 white knight · f3 white knight · h3 white rook · b2 white pawn · c2 white pawn · e2 white queen · f2 white pawn · g2 white pawn · c1 white bishop · e1 white rook · g1 white king | c8 black queen · d8 black rook · f8 black knight · h8 black rook · b7 black bishop · e7 black knight · f7 black king · g7 black bishop · a6 black pawn · b6 black pawn · c6 black pawn · d6 black pawn · e6 black pawn · f6 black pawn · g6 black pawn · h6 black pawn · a4 white pawn · d4 white pawn · e4 white pawn · h4 white pawn · b3 white bishop · c3 white knight · f3 white knight · h3 white rook · b2 white pawn · c2 white pawn · e2 white queen · f2 white pawn · g2 white pawn · c1 white bishop · e1 white rook · g1 white king | c8 black queen · d8 black rook · f8 black knight · h8 black rook · b7 black bishop · e7 black knight · f7 black king · g7 black bishop · a6 black pawn · b6 black pawn · c6 black pawn · d6 black pawn · e6 black pawn · f6 black pawn · g6 black pawn · h6 black pawn · a4 white pawn · d4 white pawn · e4 white pawn · h4 white pawn · b3 white bishop · c3 white knight · f3 white knight · h3 white rook · b2 white pawn · c2 white pawn · e2 white queen · f2 white pawn · g2 white pawn · c1 white bishop · e1 white rook · g1 white king | c8 black queen · d8 black rook · f8 black knight · h8 black rook · b7 black bishop · e7 black knight · f7 black king · g7 black bishop · a6 black pawn · b6 black pawn · c6 black pawn · d6 black pawn · e6 black pawn · f6 black pawn · g6 black pawn · h6 black pawn · a4 white pawn · d4 white pawn · e4 white pawn · h4 white pawn · b3 white bishop · c3 white knight · f3 white knight · h3 white rook · b2 white pawn · c2 white pawn · e2 white queen · f2 white pawn · g2 white pawn · c1 white bishop · e1 white rook · g1 white king | c8 black queen · d8 black rook · f8 black knight · h8 black rook · b7 black bishop · e7 black knight · f7 black king · g7 black bishop · a6 black pawn · b6 black pawn · c6 black pawn · d6 black pawn · e6 black pawn · f6 black pawn · g6 black pawn · h6 black pawn · a4 white pawn · d4 white pawn · e4 white pawn · h4 white pawn · b3 white bishop · c3 white knight · f3 white knight · h3 white rook · b2 white pawn · c2 white pawn · e2 white queen · f2 white pawn · g2 white pawn · c1 white bishop · e1 white rook · g1 white king | c8 black queen · d8 black rook · f8 black knight · h8 black rook · b7 black bishop · e7 black knight · f7 black king · g7 black bishop · a6 black pawn · b6 black pawn · c6 black pawn · d6 black pawn · e6 black pawn · f6 black pawn · g6 black pawn · h6 black pawn · a4 white pawn · d4 white pawn · e4 white pawn · h4 white pawn · b3 white bishop · c3 white knight · f3 white knight · h3 white rook · b2 white pawn · c2 white pawn · e2 white queen · f2 white pawn · g2 white pawn · c1 white bishop · e1 white rook · g1 white king | 8 |
| 7 | c8 black queen · d8 black rook · f8 black knight · h8 black rook · b7 black bishop · e7 black knight · f7 black king · g7 black bishop · a6 black pawn · b6 black pawn · c6 black pawn · d6 black pawn · e6 black pawn · f6 black pawn · g6 black pawn · h6 black pawn · a4 white pawn · d4 white pawn · e4 white pawn · h4 white pawn · b3 white bishop · c3 white knight · f3 white knight · h3 white rook · b2 white pawn · c2 white pawn · e2 white queen · f2 white pawn · g2 white pawn · c1 white bishop · e1 white rook · g1 white king | c8 black queen · d8 black rook · f8 black knight · h8 black rook · b7 black bishop · e7 black knight · f7 black king · g7 black bishop · a6 black pawn · b6 black pawn · c6 black pawn · d6 black pawn · e6 black pawn · f6 black pawn · g6 black pawn · h6 black pawn · a4 white pawn · d4 white pawn · e4 white pawn · h4 white pawn · b3 white bishop · c3 white knight · f3 white knight · h3 white rook · b2 white pawn · c2 white pawn · e2 white queen · f2 white pawn · g2 white pawn · c1 white bishop · e1 white rook · g1 white king | c8 black queen · d8 black rook · f8 black knight · h8 black rook · b7 black bishop · e7 black knight · f7 black king · g7 black bishop · a6 black pawn · b6 black pawn · c6 black pawn · d6 black pawn · e6 black pawn · f6 black pawn · g6 black pawn · h6 black pawn · a4 white pawn · d4 white pawn · e4 white pawn · h4 white pawn · b3 white bishop · c3 white knight · f3 white knight · h3 white rook · b2 white pawn · c2 white pawn · e2 white queen · f2 white pawn · g2 white pawn · c1 white bishop · e1 white rook · g1 white king | c8 black queen · d8 black rook · f8 black knight · h8 black rook · b7 black bishop · e7 black knight · f7 black king · g7 black bishop · a6 black pawn · b6 black pawn · c6 black pawn · d6 black pawn · e6 black pawn · f6 black pawn · g6 black pawn · h6 black pawn · a4 white pawn · d4 white pawn · e4 white pawn · h4 white pawn · b3 white bishop · c3 white knight · f3 white knight · h3 white rook · b2 white pawn · c2 white pawn · e2 white queen · f2 white pawn · g2 white pawn · c1 white bishop · e1 white rook · g1 white king | c8 black queen · d8 black rook · f8 black knight · h8 black rook · b7 black bishop · e7 black knight · f7 black king · g7 black bishop · a6 black pawn · b6 black pawn · c6 black pawn · d6 black pawn · e6 black pawn · f6 black pawn · g6 black pawn · h6 black pawn · a4 white pawn · d4 white pawn · e4 white pawn · h4 white pawn · b3 white bishop · c3 white knight · f3 white knight · h3 white rook · b2 white pawn · c2 white pawn · e2 white queen · f2 white pawn · g2 white pawn · c1 white bishop · e1 white rook · g1 white king | c8 black queen · d8 black rook · f8 black knight · h8 black rook · b7 black bishop · e7 black knight · f7 black king · g7 black bishop · a6 black pawn · b6 black pawn · c6 black pawn · d6 black pawn · e6 black pawn · f6 black pawn · g6 black pawn · h6 black pawn · a4 white pawn · d4 white pawn · e4 white pawn · h4 white pawn · b3 white bishop · c3 white knight · f3 white knight · h3 white rook · b2 white pawn · c2 white pawn · e2 white queen · f2 white pawn · g2 white pawn · c1 white bishop · e1 white rook · g1 white king | c8 black queen · d8 black rook · f8 black knight · h8 black rook · b7 black bishop · e7 black knight · f7 black king · g7 black bishop · a6 black pawn · b6 black pawn · c6 black pawn · d6 black pawn · e6 black pawn · f6 black pawn · g6 black pawn · h6 black pawn · a4 white pawn · d4 white pawn · e4 white pawn · h4 white pawn · b3 white bishop · c3 white knight · f3 white knight · h3 white rook · b2 white pawn · c2 white pawn · e2 white queen · f2 white pawn · g2 white pawn · c1 white bishop · e1 white rook · g1 white king | c8 black queen · d8 black rook · f8 black knight · h8 black rook · b7 black bishop · e7 black knight · f7 black king · g7 black bishop · a6 black pawn · b6 black pawn · c6 black pawn · d6 black pawn · e6 black pawn · f6 black pawn · g6 black pawn · h6 black pawn · a4 white pawn · d4 white pawn · e4 white pawn · h4 white pawn · b3 white bishop · c3 white knight · f3 white knight · h3 white rook · b2 white pawn · c2 white pawn · e2 white queen · f2 white pawn · g2 white pawn · c1 white bishop · e1 white rook · g1 white king | 7 |
| 6 | c8 black queen · d8 black rook · f8 black knight · h8 black rook · b7 black bishop · e7 black knight · f7 black king · g7 black bishop · a6 black pawn · b6 black pawn · c6 black pawn · d6 black pawn · e6 black pawn · f6 black pawn · g6 black pawn · h6 black pawn · a4 white pawn · d4 white pawn · e4 white pawn · h4 white pawn · b3 white bishop · c3 white knight · f3 white knight · h3 white rook · b2 white pawn · c2 white pawn · e2 white queen · f2 white pawn · g2 white pawn · c1 white bishop · e1 white rook · g1 white king | c8 black queen · d8 black rook · f8 black knight · h8 black rook · b7 black bishop · e7 black knight · f7 black king · g7 black bishop · a6 black pawn · b6 black pawn · c6 black pawn · d6 black pawn · e6 black pawn · f6 black pawn · g6 black pawn · h6 black pawn · a4 white pawn · d4 white pawn · e4 white pawn · h4 white pawn · b3 white bishop · c3 white knight · f3 white knight · h3 white rook · b2 white pawn · c2 white pawn · e2 white queen · f2 white pawn · g2 white pawn · c1 white bishop · e1 white rook · g1 white king | c8 black queen · d8 black rook · f8 black knight · h8 black rook · b7 black bishop · e7 black knight · f7 black king · g7 black bishop · a6 black pawn · b6 black pawn · c6 black pawn · d6 black pawn · e6 black pawn · f6 black pawn · g6 black pawn · h6 black pawn · a4 white pawn · d4 white pawn · e4 white pawn · h4 white pawn · b3 white bishop · c3 white knight · f3 white knight · h3 white rook · b2 white pawn · c2 white pawn · e2 white queen · f2 white pawn · g2 white pawn · c1 white bishop · e1 white rook · g1 white king | c8 black queen · d8 black rook · f8 black knight · h8 black rook · b7 black bishop · e7 black knight · f7 black king · g7 black bishop · a6 black pawn · b6 black pawn · c6 black pawn · d6 black pawn · e6 black pawn · f6 black pawn · g6 black pawn · h6 black pawn · a4 white pawn · d4 white pawn · e4 white pawn · h4 white pawn · b3 white bishop · c3 white knight · f3 white knight · h3 white rook · b2 white pawn · c2 white pawn · e2 white queen · f2 white pawn · g2 white pawn · c1 white bishop · e1 white rook · g1 white king | c8 black queen · d8 black rook · f8 black knight · h8 black rook · b7 black bishop · e7 black knight · f7 black king · g7 black bishop · a6 black pawn · b6 black pawn · c6 black pawn · d6 black pawn · e6 black pawn · f6 black pawn · g6 black pawn · h6 black pawn · a4 white pawn · d4 white pawn · e4 white pawn · h4 white pawn · b3 white bishop · c3 white knight · f3 white knight · h3 white rook · b2 white pawn · c2 white pawn · e2 white queen · f2 white pawn · g2 white pawn · c1 white bishop · e1 white rook · g1 white king | c8 black queen · d8 black rook · f8 black knight · h8 black rook · b7 black bishop · e7 black knight · f7 black king · g7 black bishop · a6 black pawn · b6 black pawn · c6 black pawn · d6 black pawn · e6 black pawn · f6 black pawn · g6 black pawn · h6 black pawn · a4 white pawn · d4 white pawn · e4 white pawn · h4 white pawn · b3 white bishop · c3 white knight · f3 white knight · h3 white rook · b2 white pawn · c2 white pawn · e2 white queen · f2 white pawn · g2 white pawn · c1 white bishop · e1 white rook · g1 white king | c8 black queen · d8 black rook · f8 black knight · h8 black rook · b7 black bishop · e7 black knight · f7 black king · g7 black bishop · a6 black pawn · b6 black pawn · c6 black pawn · d6 black pawn · e6 black pawn · f6 black pawn · g6 black pawn · h6 black pawn · a4 white pawn · d4 white pawn · e4 white pawn · h4 white pawn · b3 white bishop · c3 white knight · f3 white knight · h3 white rook · b2 white pawn · c2 white pawn · e2 white queen · f2 white pawn · g2 white pawn · c1 white bishop · e1 white rook · g1 white king | c8 black queen · d8 black rook · f8 black knight · h8 black rook · b7 black bishop · e7 black knight · f7 black king · g7 black bishop · a6 black pawn · b6 black pawn · c6 black pawn · d6 black pawn · e6 black pawn · f6 black pawn · g6 black pawn · h6 black pawn · a4 white pawn · d4 white pawn · e4 white pawn · h4 white pawn · b3 white bishop · c3 white knight · f3 white knight · h3 white rook · b2 white pawn · c2 white pawn · e2 white queen · f2 white pawn · g2 white pawn · c1 white bishop · e1 white rook · g1 white king | 6 |
| 5 | c8 black queen · d8 black rook · f8 black knight · h8 black rook · b7 black bishop · e7 black knight · f7 black king · g7 black bishop · a6 black pawn · b6 black pawn · c6 black pawn · d6 black pawn · e6 black pawn · f6 black pawn · g6 black pawn · h6 black pawn · a4 white pawn · d4 white pawn · e4 white pawn · h4 white pawn · b3 white bishop · c3 white knight · f3 white knight · h3 white rook · b2 white pawn · c2 white pawn · e2 white queen · f2 white pawn · g2 white pawn · c1 white bishop · e1 white rook · g1 white king | c8 black queen · d8 black rook · f8 black knight · h8 black rook · b7 black bishop · e7 black knight · f7 black king · g7 black bishop · a6 black pawn · b6 black pawn · c6 black pawn · d6 black pawn · e6 black pawn · f6 black pawn · g6 black pawn · h6 black pawn · a4 white pawn · d4 white pawn · e4 white pawn · h4 white pawn · b3 white bishop · c3 white knight · f3 white knight · h3 white rook · b2 white pawn · c2 white pawn · e2 white queen · f2 white pawn · g2 white pawn · c1 white bishop · e1 white rook · g1 white king | c8 black queen · d8 black rook · f8 black knight · h8 black rook · b7 black bishop · e7 black knight · f7 black king · g7 black bishop · a6 black pawn · b6 black pawn · c6 black pawn · d6 black pawn · e6 black pawn · f6 black pawn · g6 black pawn · h6 black pawn · a4 white pawn · d4 white pawn · e4 white pawn · h4 white pawn · b3 white bishop · c3 white knight · f3 white knight · h3 white rook · b2 white pawn · c2 white pawn · e2 white queen · f2 white pawn · g2 white pawn · c1 white bishop · e1 white rook · g1 white king | c8 black queen · d8 black rook · f8 black knight · h8 black rook · b7 black bishop · e7 black knight · f7 black king · g7 black bishop · a6 black pawn · b6 black pawn · c6 black pawn · d6 black pawn · e6 black pawn · f6 black pawn · g6 black pawn · h6 black pawn · a4 white pawn · d4 white pawn · e4 white pawn · h4 white pawn · b3 white bishop · c3 white knight · f3 white knight · h3 white rook · b2 white pawn · c2 white pawn · e2 white queen · f2 white pawn · g2 white pawn · c1 white bishop · e1 white rook · g1 white king | c8 black queen · d8 black rook · f8 black knight · h8 black rook · b7 black bishop · e7 black knight · f7 black king · g7 black bishop · a6 black pawn · b6 black pawn · c6 black pawn · d6 black pawn · e6 black pawn · f6 black pawn · g6 black pawn · h6 black pawn · a4 white pawn · d4 white pawn · e4 white pawn · h4 white pawn · b3 white bishop · c3 white knight · f3 white knight · h3 white rook · b2 white pawn · c2 white pawn · e2 white queen · f2 white pawn · g2 white pawn · c1 white bishop · e1 white rook · g1 white king | c8 black queen · d8 black rook · f8 black knight · h8 black rook · b7 black bishop · e7 black knight · f7 black king · g7 black bishop · a6 black pawn · b6 black pawn · c6 black pawn · d6 black pawn · e6 black pawn · f6 black pawn · g6 black pawn · h6 black pawn · a4 white pawn · d4 white pawn · e4 white pawn · h4 white pawn · b3 white bishop · c3 white knight · f3 white knight · h3 white rook · b2 white pawn · c2 white pawn · e2 white queen · f2 white pawn · g2 white pawn · c1 white bishop · e1 white rook · g1 white king | c8 black queen · d8 black rook · f8 black knight · h8 black rook · b7 black bishop · e7 black knight · f7 black king · g7 black bishop · a6 black pawn · b6 black pawn · c6 black pawn · d6 black pawn · e6 black pawn · f6 black pawn · g6 black pawn · h6 black pawn · a4 white pawn · d4 white pawn · e4 white pawn · h4 white pawn · b3 white bishop · c3 white knight · f3 white knight · h3 white rook · b2 white pawn · c2 white pawn · e2 white queen · f2 white pawn · g2 white pawn · c1 white bishop · e1 white rook · g1 white king | c8 black queen · d8 black rook · f8 black knight · h8 black rook · b7 black bishop · e7 black knight · f7 black king · g7 black bishop · a6 black pawn · b6 black pawn · c6 black pawn · d6 black pawn · e6 black pawn · f6 black pawn · g6 black pawn · h6 black pawn · a4 white pawn · d4 white pawn · e4 white pawn · h4 white pawn · b3 white bishop · c3 white knight · f3 white knight · h3 white rook · b2 white pawn · c2 white pawn · e2 white queen · f2 white pawn · g2 white pawn · c1 white bishop · e1 white rook · g1 white king | 5 |
| 4 | c8 black queen · d8 black rook · f8 black knight · h8 black rook · b7 black bishop · e7 black knight · f7 black king · g7 black bishop · a6 black pawn · b6 black pawn · c6 black pawn · d6 black pawn · e6 black pawn · f6 black pawn · g6 black pawn · h6 black pawn · a4 white pawn · d4 white pawn · e4 white pawn · h4 white pawn · b3 white bishop · c3 white knight · f3 white knight · h3 white rook · b2 white pawn · c2 white pawn · e2 white queen · f2 white pawn · g2 white pawn · c1 white bishop · e1 white rook · g1 white king | c8 black queen · d8 black rook · f8 black knight · h8 black rook · b7 black bishop · e7 black knight · f7 black king · g7 black bishop · a6 black pawn · b6 black pawn · c6 black pawn · d6 black pawn · e6 black pawn · f6 black pawn · g6 black pawn · h6 black pawn · a4 white pawn · d4 white pawn · e4 white pawn · h4 white pawn · b3 white bishop · c3 white knight · f3 white knight · h3 white rook · b2 white pawn · c2 white pawn · e2 white queen · f2 white pawn · g2 white pawn · c1 white bishop · e1 white rook · g1 white king | c8 black queen · d8 black rook · f8 black knight · h8 black rook · b7 black bishop · e7 black knight · f7 black king · g7 black bishop · a6 black pawn · b6 black pawn · c6 black pawn · d6 black pawn · e6 black pawn · f6 black pawn · g6 black pawn · h6 black pawn · a4 white pawn · d4 white pawn · e4 white pawn · h4 white pawn · b3 white bishop · c3 white knight · f3 white knight · h3 white rook · b2 white pawn · c2 white pawn · e2 white queen · f2 white pawn · g2 white pawn · c1 white bishop · e1 white rook · g1 white king | c8 black queen · d8 black rook · f8 black knight · h8 black rook · b7 black bishop · e7 black knight · f7 black king · g7 black bishop · a6 black pawn · b6 black pawn · c6 black pawn · d6 black pawn · e6 black pawn · f6 black pawn · g6 black pawn · h6 black pawn · a4 white pawn · d4 white pawn · e4 white pawn · h4 white pawn · b3 white bishop · c3 white knight · f3 white knight · h3 white rook · b2 white pawn · c2 white pawn · e2 white queen · f2 white pawn · g2 white pawn · c1 white bishop · e1 white rook · g1 white king | c8 black queen · d8 black rook · f8 black knight · h8 black rook · b7 black bishop · e7 black knight · f7 black king · g7 black bishop · a6 black pawn · b6 black pawn · c6 black pawn · d6 black pawn · e6 black pawn · f6 black pawn · g6 black pawn · h6 black pawn · a4 white pawn · d4 white pawn · e4 white pawn · h4 white pawn · b3 white bishop · c3 white knight · f3 white knight · h3 white rook · b2 white pawn · c2 white pawn · e2 white queen · f2 white pawn · g2 white pawn · c1 white bishop · e1 white rook · g1 white king | c8 black queen · d8 black rook · f8 black knight · h8 black rook · b7 black bishop · e7 black knight · f7 black king · g7 black bishop · a6 black pawn · b6 black pawn · c6 black pawn · d6 black pawn · e6 black pawn · f6 black pawn · g6 black pawn · h6 black pawn · a4 white pawn · d4 white pawn · e4 white pawn · h4 white pawn · b3 white bishop · c3 white knight · f3 white knight · h3 white rook · b2 white pawn · c2 white pawn · e2 white queen · f2 white pawn · g2 white pawn · c1 white bishop · e1 white rook · g1 white king | c8 black queen · d8 black rook · f8 black knight · h8 black rook · b7 black bishop · e7 black knight · f7 black king · g7 black bishop · a6 black pawn · b6 black pawn · c6 black pawn · d6 black pawn · e6 black pawn · f6 black pawn · g6 black pawn · h6 black pawn · a4 white pawn · d4 white pawn · e4 white pawn · h4 white pawn · b3 white bishop · c3 white knight · f3 white knight · h3 white rook · b2 white pawn · c2 white pawn · e2 white queen · f2 white pawn · g2 white pawn · c1 white bishop · e1 white rook · g1 white king | c8 black queen · d8 black rook · f8 black knight · h8 black rook · b7 black bishop · e7 black knight · f7 black king · g7 black bishop · a6 black pawn · b6 black pawn · c6 black pawn · d6 black pawn · e6 black pawn · f6 black pawn · g6 black pawn · h6 black pawn · a4 white pawn · d4 white pawn · e4 white pawn · h4 white pawn · b3 white bishop · c3 white knight · f3 white knight · h3 white rook · b2 white pawn · c2 white pawn · e2 white queen · f2 white pawn · g2 white pawn · c1 white bishop · e1 white rook · g1 white king | 4 |
| 3 | c8 black queen · d8 black rook · f8 black knight · h8 black rook · b7 black bishop · e7 black knight · f7 black king · g7 black bishop · a6 black pawn · b6 black pawn · c6 black pawn · d6 black pawn · e6 black pawn · f6 black pawn · g6 black pawn · h6 black pawn · a4 white pawn · d4 white pawn · e4 white pawn · h4 white pawn · b3 white bishop · c3 white knight · f3 white knight · h3 white rook · b2 white pawn · c2 white pawn · e2 white queen · f2 white pawn · g2 white pawn · c1 white bishop · e1 white rook · g1 white king | c8 black queen · d8 black rook · f8 black knight · h8 black rook · b7 black bishop · e7 black knight · f7 black king · g7 black bishop · a6 black pawn · b6 black pawn · c6 black pawn · d6 black pawn · e6 black pawn · f6 black pawn · g6 black pawn · h6 black pawn · a4 white pawn · d4 white pawn · e4 white pawn · h4 white pawn · b3 white bishop · c3 white knight · f3 white knight · h3 white rook · b2 white pawn · c2 white pawn · e2 white queen · f2 white pawn · g2 white pawn · c1 white bishop · e1 white rook · g1 white king | c8 black queen · d8 black rook · f8 black knight · h8 black rook · b7 black bishop · e7 black knight · f7 black king · g7 black bishop · a6 black pawn · b6 black pawn · c6 black pawn · d6 black pawn · e6 black pawn · f6 black pawn · g6 black pawn · h6 black pawn · a4 white pawn · d4 white pawn · e4 white pawn · h4 white pawn · b3 white bishop · c3 white knight · f3 white knight · h3 white rook · b2 white pawn · c2 white pawn · e2 white queen · f2 white pawn · g2 white pawn · c1 white bishop · e1 white rook · g1 white king | c8 black queen · d8 black rook · f8 black knight · h8 black rook · b7 black bishop · e7 black knight · f7 black king · g7 black bishop · a6 black pawn · b6 black pawn · c6 black pawn · d6 black pawn · e6 black pawn · f6 black pawn · g6 black pawn · h6 black pawn · a4 white pawn · d4 white pawn · e4 white pawn · h4 white pawn · b3 white bishop · c3 white knight · f3 white knight · h3 white rook · b2 white pawn · c2 white pawn · e2 white queen · f2 white pawn · g2 white pawn · c1 white bishop · e1 white rook · g1 white king | c8 black queen · d8 black rook · f8 black knight · h8 black rook · b7 black bishop · e7 black knight · f7 black king · g7 black bishop · a6 black pawn · b6 black pawn · c6 black pawn · d6 black pawn · e6 black pawn · f6 black pawn · g6 black pawn · h6 black pawn · a4 white pawn · d4 white pawn · e4 white pawn · h4 white pawn · b3 white bishop · c3 white knight · f3 white knight · h3 white rook · b2 white pawn · c2 white pawn · e2 white queen · f2 white pawn · g2 white pawn · c1 white bishop · e1 white rook · g1 white king | c8 black queen · d8 black rook · f8 black knight · h8 black rook · b7 black bishop · e7 black knight · f7 black king · g7 black bishop · a6 black pawn · b6 black pawn · c6 black pawn · d6 black pawn · e6 black pawn · f6 black pawn · g6 black pawn · h6 black pawn · a4 white pawn · d4 white pawn · e4 white pawn · h4 white pawn · b3 white bishop · c3 white knight · f3 white knight · h3 white rook · b2 white pawn · c2 white pawn · e2 white queen · f2 white pawn · g2 white pawn · c1 white bishop · e1 white rook · g1 white king | c8 black queen · d8 black rook · f8 black knight · h8 black rook · b7 black bishop · e7 black knight · f7 black king · g7 black bishop · a6 black pawn · b6 black pawn · c6 black pawn · d6 black pawn · e6 black pawn · f6 black pawn · g6 black pawn · h6 black pawn · a4 white pawn · d4 white pawn · e4 white pawn · h4 white pawn · b3 white bishop · c3 white knight · f3 white knight · h3 white rook · b2 white pawn · c2 white pawn · e2 white queen · f2 white pawn · g2 white pawn · c1 white bishop · e1 white rook · g1 white king | c8 black queen · d8 black rook · f8 black knight · h8 black rook · b7 black bishop · e7 black knight · f7 black king · g7 black bishop · a6 black pawn · b6 black pawn · c6 black pawn · d6 black pawn · e6 black pawn · f6 black pawn · g6 black pawn · h6 black pawn · a4 white pawn · d4 white pawn · e4 white pawn · h4 white pawn · b3 white bishop · c3 white knight · f3 white knight · h3 white rook · b2 white pawn · c2 white pawn · e2 white queen · f2 white pawn · g2 white pawn · c1 white bishop · e1 white rook · g1 white king | 3 |
| 2 | c8 black queen · d8 black rook · f8 black knight · h8 black rook · b7 black bishop · e7 black knight · f7 black king · g7 black bishop · a6 black pawn · b6 black pawn · c6 black pawn · d6 black pawn · e6 black pawn · f6 black pawn · g6 black pawn · h6 black pawn · a4 white pawn · d4 white pawn · e4 white pawn · h4 white pawn · b3 white bishop · c3 white knight · f3 white knight · h3 white rook · b2 white pawn · c2 white pawn · e2 white queen · f2 white pawn · g2 white pawn · c1 white bishop · e1 white rook · g1 white king | c8 black queen · d8 black rook · f8 black knight · h8 black rook · b7 black bishop · e7 black knight · f7 black king · g7 black bishop · a6 black pawn · b6 black pawn · c6 black pawn · d6 black pawn · e6 black pawn · f6 black pawn · g6 black pawn · h6 black pawn · a4 white pawn · d4 white pawn · e4 white pawn · h4 white pawn · b3 white bishop · c3 white knight · f3 white knight · h3 white rook · b2 white pawn · c2 white pawn · e2 white queen · f2 white pawn · g2 white pawn · c1 white bishop · e1 white rook · g1 white king | c8 black queen · d8 black rook · f8 black knight · h8 black rook · b7 black bishop · e7 black knight · f7 black king · g7 black bishop · a6 black pawn · b6 black pawn · c6 black pawn · d6 black pawn · e6 black pawn · f6 black pawn · g6 black pawn · h6 black pawn · a4 white pawn · d4 white pawn · e4 white pawn · h4 white pawn · b3 white bishop · c3 white knight · f3 white knight · h3 white rook · b2 white pawn · c2 white pawn · e2 white queen · f2 white pawn · g2 white pawn · c1 white bishop · e1 white rook · g1 white king | c8 black queen · d8 black rook · f8 black knight · h8 black rook · b7 black bishop · e7 black knight · f7 black king · g7 black bishop · a6 black pawn · b6 black pawn · c6 black pawn · d6 black pawn · e6 black pawn · f6 black pawn · g6 black pawn · h6 black pawn · a4 white pawn · d4 white pawn · e4 white pawn · h4 white pawn · b3 white bishop · c3 white knight · f3 white knight · h3 white rook · b2 white pawn · c2 white pawn · e2 white queen · f2 white pawn · g2 white pawn · c1 white bishop · e1 white rook · g1 white king | c8 black queen · d8 black rook · f8 black knight · h8 black rook · b7 black bishop · e7 black knight · f7 black king · g7 black bishop · a6 black pawn · b6 black pawn · c6 black pawn · d6 black pawn · e6 black pawn · f6 black pawn · g6 black pawn · h6 black pawn · a4 white pawn · d4 white pawn · e4 white pawn · h4 white pawn · b3 white bishop · c3 white knight · f3 white knight · h3 white rook · b2 white pawn · c2 white pawn · e2 white queen · f2 white pawn · g2 white pawn · c1 white bishop · e1 white rook · g1 white king | c8 black queen · d8 black rook · f8 black knight · h8 black rook · b7 black bishop · e7 black knight · f7 black king · g7 black bishop · a6 black pawn · b6 black pawn · c6 black pawn · d6 black pawn · e6 black pawn · f6 black pawn · g6 black pawn · h6 black pawn · a4 white pawn · d4 white pawn · e4 white pawn · h4 white pawn · b3 white bishop · c3 white knight · f3 white knight · h3 white rook · b2 white pawn · c2 white pawn · e2 white queen · f2 white pawn · g2 white pawn · c1 white bishop · e1 white rook · g1 white king | c8 black queen · d8 black rook · f8 black knight · h8 black rook · b7 black bishop · e7 black knight · f7 black king · g7 black bishop · a6 black pawn · b6 black pawn · c6 black pawn · d6 black pawn · e6 black pawn · f6 black pawn · g6 black pawn · h6 black pawn · a4 white pawn · d4 white pawn · e4 white pawn · h4 white pawn · b3 white bishop · c3 white knight · f3 white knight · h3 white rook · b2 white pawn · c2 white pawn · e2 white queen · f2 white pawn · g2 white pawn · c1 white bishop · e1 white rook · g1 white king | c8 black queen · d8 black rook · f8 black knight · h8 black rook · b7 black bishop · e7 black knight · f7 black king · g7 black bishop · a6 black pawn · b6 black pawn · c6 black pawn · d6 black pawn · e6 black pawn · f6 black pawn · g6 black pawn · h6 black pawn · a4 white pawn · d4 white pawn · e4 white pawn · h4 white pawn · b3 white bishop · c3 white knight · f3 white knight · h3 white rook · b2 white pawn · c2 white pawn · e2 white queen · f2 white pawn · g2 white pawn · c1 white bishop · e1 white rook · g1 white king | 2 |
| 1 | c8 black queen · d8 black rook · f8 black knight · h8 black rook · b7 black bishop · e7 black knight · f7 black king · g7 black bishop · a6 black pawn · b6 black pawn · c6 black pawn · d6 black pawn · e6 black pawn · f6 black pawn · g6 black pawn · h6 black pawn · a4 white pawn · d4 white pawn · e4 white pawn · h4 white pawn · b3 white bishop · c3 white knight · f3 white knight · h3 white rook · b2 white pawn · c2 white pawn · e2 white queen · f2 white pawn · g2 white pawn · c1 white bishop · e1 white rook · g1 white king | c8 black queen · d8 black rook · f8 black knight · h8 black rook · b7 black bishop · e7 black knight · f7 black king · g7 black bishop · a6 black pawn · b6 black pawn · c6 black pawn · d6 black pawn · e6 black pawn · f6 black pawn · g6 black pawn · h6 black pawn · a4 white pawn · d4 white pawn · e4 white pawn · h4 white pawn · b3 white bishop · c3 white knight · f3 white knight · h3 white rook · b2 white pawn · c2 white pawn · e2 white queen · f2 white pawn · g2 white pawn · c1 white bishop · e1 white rook · g1 white king | c8 black queen · d8 black rook · f8 black knight · h8 black rook · b7 black bishop · e7 black knight · f7 black king · g7 black bishop · a6 black pawn · b6 black pawn · c6 black pawn · d6 black pawn · e6 black pawn · f6 black pawn · g6 black pawn · h6 black pawn · a4 white pawn · d4 white pawn · e4 white pawn · h4 white pawn · b3 white bishop · c3 white knight · f3 white knight · h3 white rook · b2 white pawn · c2 white pawn · e2 white queen · f2 white pawn · g2 white pawn · c1 white bishop · e1 white rook · g1 white king | c8 black queen · d8 black rook · f8 black knight · h8 black rook · b7 black bishop · e7 black knight · f7 black king · g7 black bishop · a6 black pawn · b6 black pawn · c6 black pawn · d6 black pawn · e6 black pawn · f6 black pawn · g6 black pawn · h6 black pawn · a4 white pawn · d4 white pawn · e4 white pawn · h4 white pawn · b3 white bishop · c3 white knight · f3 white knight · h3 white rook · b2 white pawn · c2 white pawn · e2 white queen · f2 white pawn · g2 white pawn · c1 white bishop · e1 white rook · g1 white king | c8 black queen · d8 black rook · f8 black knight · h8 black rook · b7 black bishop · e7 black knight · f7 black king · g7 black bishop · a6 black pawn · b6 black pawn · c6 black pawn · d6 black pawn · e6 black pawn · f6 black pawn · g6 black pawn · h6 black pawn · a4 white pawn · d4 white pawn · e4 white pawn · h4 white pawn · b3 white bishop · c3 white knight · f3 white knight · h3 white rook · b2 white pawn · c2 white pawn · e2 white queen · f2 white pawn · g2 white pawn · c1 white bishop · e1 white rook · g1 white king | c8 black queen · d8 black rook · f8 black knight · h8 black rook · b7 black bishop · e7 black knight · f7 black king · g7 black bishop · a6 black pawn · b6 black pawn · c6 black pawn · d6 black pawn · e6 black pawn · f6 black pawn · g6 black pawn · h6 black pawn · a4 white pawn · d4 white pawn · e4 white pawn · h4 white pawn · b3 white bishop · c3 white knight · f3 white knight · h3 white rook · b2 white pawn · c2 white pawn · e2 white queen · f2 white pawn · g2 white pawn · c1 white bishop · e1 white rook · g1 white king | c8 black queen · d8 black rook · f8 black knight · h8 black rook · b7 black bishop · e7 black knight · f7 black king · g7 black bishop · a6 black pawn · b6 black pawn · c6 black pawn · d6 black pawn · e6 black pawn · f6 black pawn · g6 black pawn · h6 black pawn · a4 white pawn · d4 white pawn · e4 white pawn · h4 white pawn · b3 white bishop · c3 white knight · f3 white knight · h3 white rook · b2 white pawn · c2 white pawn · e2 white queen · f2 white pawn · g2 white pawn · c1 white bishop · e1 white rook · g1 white king | c8 black queen · d8 black rook · f8 black knight · h8 black rook · b7 black bishop · e7 black knight · f7 black king · g7 black bishop · a6 black pawn · b6 black pawn · c6 black pawn · d6 black pawn · e6 black pawn · f6 black pawn · g6 black pawn · h6 black pawn · a4 white pawn · d4 white pawn · e4 white pawn · h4 white pawn · b3 white bishop · c3 white knight · f3 white knight · h3 white rook · b2 white pawn · c2 white pawn · e2 white queen · f2 white pawn · g2 white pawn · c1 white bishop · e1 white rook · g1 white king | 1 |
|   | a | b | c | d | e | f | g | h |   |

Trong tình huống ván đấu với Petrosian, Spassky nhiều khả năng đã được truyền cảm hứng từ Kiện tướng Quốc tế người Slovakia Maximilian Ujtelky, người từng thử nghiệm những dạng khai cuộc tương tự trong nhiều năm. Ở Sochi năm 1964, Ujtelky trong một ván cầm quân Đen đấu với Spassky đã chơi một phương án tương tự với phương án mà Spassky đã dùng để đối phó với Petrosian (minh họa ván đấu bên dưới). Thậm chí trong một số ván đấu khác Ujtelky còn chọn chơi những phương án mang tính khiêu khích hơn, như là ván đấu với Kiện tướng Quốc tế rất mạnh người Liên Xô Rashid Nezhmetdinov ở cùng giải đấu (xem hình bên). Nezhmetdinov đã liên tục thí Tốt ở các nước 26, 36, và 41, rồi đến Mã ở nước 45, và Tượng ở nước 47 - cuối cùng thua trong vòng 75 nước.
Amatzia Avni, một Kiện tướng FIDE và cũng là một chuyên gia tâm lý người Israel, đã viết về phong cách chơi của Ujtelky:
Về cơ bản, Ujtelky đã khiêu khích đối thủ đến mức cao nhất và chờ đợi họ rơi vào trạng thái suy sụp tinh thần. Đôi khi anh ta thất bại thảm hại, nhưng khi khác kế hoạch của anh ta cũng đã được trả cổ tức.
Kiện tướng Quốc tế Andrew Martin đã viết về Hippopotamus: "Ý tưởng ở đây là Đen phát triển lực lượng trong phạm vi ba hàng ngang đầu của họ trong giai đoạn khai cuộc. Họ sẽ xây dựng một thế trận vững chắc, vị trí các quân ổn định mà linh hoạt, chờ đợi xem Trắng sẽ làm gì để từ đó có các phản ứng phù hợp"

## Các ván cờ minh họa
- Spassky - Ujtelky, Sochi 1964 
1.e4 g6 2.d4 Tg7 3.Mc3 a6 4.Mf3 d6 5.Tc4 e6 6.Tg5 Me7 7.a4 h6 8.Te3 b6 9.0-0 Md7 10.Xe1 0-0 11.Hd2 Vh7 12.Xad1 Tb7 13.He2 Hc8 14.Tf4 Xd8 15.h4 Mf8 16.Tb3 f6 17.Mb1 e5 18.Tc1 Me6 19.c3 Xf8 20.Ma3 f5? 21.dxe5 dxe5 22.Mxe5! Txe5 23.exf5 Xxf5 24.Tc2 Xh5?? 25.Hxh5 1–0[10]
- Petrosian - Spassky, giải vô địch cờ vua thế giới 1966 (ván 12) 
1.Mf3 g6 2.c4 Tg7 3.d4 d6 4.Mc3 Md7 5.e4 e6 6.Te2 b6 7.0-0 Tb7 8.Te3 Me7 9.Hc2 h6 10.Xad1 0-0 11.d5 e5 12.Hc1 Vh7 13.g3 f5 14.exf5 Mxf5 15.Td3 Tc8 16.Vg2 Mf6 17.Me4 Mh5 18.Td2 Td7 19.Vh1 Me7 20.Mh4 Th3 21.Xg1 Td7 22.Te3 He8 23.Xde1 Hf7 24.Hc2 Vh8 25.Md2 Mf5 26.Mxf5 gxf5 27.g4 e4 28.gxh5 f4 29.Xxg7 Hxg7 30.Xg1 He5 31.Mf3 exd3 32.Mxe5 dxc2 33.Td4 dxe5 34.Txe5+ Vh7 35.Xg7+ Vh8 36.Xg6+ Vh7 37.Xg7+ Vh8 38.Xg6+ Vh7 39.Xg7+ ½–½[11]

|   | a | b | c | d | e | f | g | h |   |
| 8 | a8 black rook · d8 black queen · f8 black rook · g8 black king · b7 black bishop · c7 black pawn · d7 black knight · e7 black knight · f7 black pawn · g7 black bishop · h7 black pawn · a6 black pawn · b6 black pawn · d6 black pawn · e6 black pawn · g6 black pawn · a4 white pawn · d4 white pawn · e4 white pawn · c3 white pawn · d3 white bishop · f3 white knight · b2 white pawn · d2 white knight · f2 white pawn · g2 white pawn · h2 white pawn · a1 white rook · c1 white bishop · d1 white queen · e1 white rook · g1 white king | a8 black rook · d8 black queen · f8 black rook · g8 black king · b7 black bishop · c7 black pawn · d7 black knight · e7 black knight · f7 black pawn · g7 black bishop · h7 black pawn · a6 black pawn · b6 black pawn · d6 black pawn · e6 black pawn · g6 black pawn · a4 white pawn · d4 white pawn · e4 white pawn · c3 white pawn · d3 white bishop · f3 white knight · b2 white pawn · d2 white knight · f2 white pawn · g2 white pawn · h2 white pawn · a1 white rook · c1 white bishop · d1 white queen · e1 white rook · g1 white king | a8 black rook · d8 black queen · f8 black rook · g8 black king · b7 black bishop · c7 black pawn · d7 black knight · e7 black knight · f7 black pawn · g7 black bishop · h7 black pawn · a6 black pawn · b6 black pawn · d6 black pawn · e6 black pawn · g6 black pawn · a4 white pawn · d4 white pawn · e4 white pawn · c3 white pawn · d3 white bishop · f3 white knight · b2 white pawn · d2 white knight · f2 white pawn · g2 white pawn · h2 white pawn · a1 white rook · c1 white bishop · d1 white queen · e1 white rook · g1 white king | a8 black rook · d8 black queen · f8 black rook · g8 black king · b7 black bishop · c7 black pawn · d7 black knight · e7 black knight · f7 black pawn · g7 black bishop · h7 black pawn · a6 black pawn · b6 black pawn · d6 black pawn · e6 black pawn · g6 black pawn · a4 white pawn · d4 white pawn · e4 white pawn · c3 white pawn · d3 white bishop · f3 white knight · b2 white pawn · d2 white knight · f2 white pawn · g2 white pawn · h2 white pawn · a1 white rook · c1 white bishop · d1 white queen · e1 white rook · g1 white king | a8 black rook · d8 black queen · f8 black rook · g8 black king · b7 black bishop · c7 black pawn · d7 black knight · e7 black knight · f7 black pawn · g7 black bishop · h7 black pawn · a6 black pawn · b6 black pawn · d6 black pawn · e6 black pawn · g6 black pawn · a4 white pawn · d4 white pawn · e4 white pawn · c3 white pawn · d3 white bishop · f3 white knight · b2 white pawn · d2 white knight · f2 white pawn · g2 white pawn · h2 white pawn · a1 white rook · c1 white bishop · d1 white queen · e1 white rook · g1 white king | a8 black rook · d8 black queen · f8 black rook · g8 black king · b7 black bishop · c7 black pawn · d7 black knight · e7 black knight · f7 black pawn · g7 black bishop · h7 black pawn · a6 black pawn · b6 black pawn · d6 black pawn · e6 black pawn · g6 black pawn · a4 white pawn · d4 white pawn · e4 white pawn · c3 white pawn · d3 white bishop · f3 white knight · b2 white pawn · d2 white knight · f2 white pawn · g2 white pawn · h2 white pawn · a1 white rook · c1 white bishop · d1 white queen · e1 white rook · g1 white king | a8 black rook · d8 black queen · f8 black rook · g8 black king · b7 black bishop · c7 black pawn · d7 black knight · e7 black knight · f7 black pawn · g7 black bishop · h7 black pawn · a6 black pawn · b6 black pawn · d6 black pawn · e6 black pawn · g6 black pawn · a4 white pawn · d4 white pawn · e4 white pawn · c3 white pawn · d3 white bishop · f3 white knight · b2 white pawn · d2 white knight · f2 white pawn · g2 white pawn · h2 white pawn · a1 white rook · c1 white bishop · d1 white queen · e1 white rook · g1 white king | a8 black rook · d8 black queen · f8 black rook · g8 black king · b7 black bishop · c7 black pawn · d7 black knight · e7 black knight · f7 black pawn · g7 black bishop · h7 black pawn · a6 black pawn · b6 black pawn · d6 black pawn · e6 black pawn · g6 black pawn · a4 white pawn · d4 white pawn · e4 white pawn · c3 white pawn · d3 white bishop · f3 white knight · b2 white pawn · d2 white knight · f2 white pawn · g2 white pawn · h2 white pawn · a1 white rook · c1 white bishop · d1 white queen · e1 white rook · g1 white king | 8 |
| 7 | a8 black rook · d8 black queen · f8 black rook · g8 black king · b7 black bishop · c7 black pawn · d7 black knight · e7 black knight · f7 black pawn · g7 black bishop · h7 black pawn · a6 black pawn · b6 black pawn · d6 black pawn · e6 black pawn · g6 black pawn · a4 white pawn · d4 white pawn · e4 white pawn · c3 white pawn · d3 white bishop · f3 white knight · b2 white pawn · d2 white knight · f2 white pawn · g2 white pawn · h2 white pawn · a1 white rook · c1 white bishop · d1 white queen · e1 white rook · g1 white king | a8 black rook · d8 black queen · f8 black rook · g8 black king · b7 black bishop · c7 black pawn · d7 black knight · e7 black knight · f7 black pawn · g7 black bishop · h7 black pawn · a6 black pawn · b6 black pawn · d6 black pawn · e6 black pawn · g6 black pawn · a4 white pawn · d4 white pawn · e4 white pawn · c3 white pawn · d3 white bishop · f3 white knight · b2 white pawn · d2 white knight · f2 white pawn · g2 white pawn · h2 white pawn · a1 white rook · c1 white bishop · d1 white queen · e1 white rook · g1 white king | a8 black rook · d8 black queen · f8 black rook · g8 black king · b7 black bishop · c7 black pawn · d7 black knight · e7 black knight · f7 black pawn · g7 black bishop · h7 black pawn · a6 black pawn · b6 black pawn · d6 black pawn · e6 black pawn · g6 black pawn · a4 white pawn · d4 white pawn · e4 white pawn · c3 white pawn · d3 white bishop · f3 white knight · b2 white pawn · d2 white knight · f2 white pawn · g2 white pawn · h2 white pawn · a1 white rook · c1 white bishop · d1 white queen · e1 white rook · g1 white king | a8 black rook · d8 black queen · f8 black rook · g8 black king · b7 black bishop · c7 black pawn · d7 black knight · e7 black knight · f7 black pawn · g7 black bishop · h7 black pawn · a6 black pawn · b6 black pawn · d6 black pawn · e6 black pawn · g6 black pawn · a4 white pawn · d4 white pawn · e4 white pawn · c3 white pawn · d3 white bishop · f3 white knight · b2 white pawn · d2 white knight · f2 white pawn · g2 white pawn · h2 white pawn · a1 white rook · c1 white bishop · d1 white queen · e1 white rook · g1 white king | a8 black rook · d8 black queen · f8 black rook · g8 black king · b7 black bishop · c7 black pawn · d7 black knight · e7 black knight · f7 black pawn · g7 black bishop · h7 black pawn · a6 black pawn · b6 black pawn · d6 black pawn · e6 black pawn · g6 black pawn · a4 white pawn · d4 white pawn · e4 white pawn · c3 white pawn · d3 white bishop · f3 white knight · b2 white pawn · d2 white knight · f2 white pawn · g2 white pawn · h2 white pawn · a1 white rook · c1 white bishop · d1 white queen · e1 white rook · g1 white king | a8 black rook · d8 black queen · f8 black rook · g8 black king · b7 black bishop · c7 black pawn · d7 black knight · e7 black knight · f7 black pawn · g7 black bishop · h7 black pawn · a6 black pawn · b6 black pawn · d6 black pawn · e6 black pawn · g6 black pawn · a4 white pawn · d4 white pawn · e4 white pawn · c3 white pawn · d3 white bishop · f3 white knight · b2 white pawn · d2 white knight · f2 white pawn · g2 white pawn · h2 white pawn · a1 white rook · c1 white bishop · d1 white queen · e1 white rook · g1 white king | a8 black rook · d8 black queen · f8 black rook · g8 black king · b7 black bishop · c7 black pawn · d7 black knight · e7 black knight · f7 black pawn · g7 black bishop · h7 black pawn · a6 black pawn · b6 black pawn · d6 black pawn · e6 black pawn · g6 black pawn · a4 white pawn · d4 white pawn · e4 white pawn · c3 white pawn · d3 white bishop · f3 white knight · b2 white pawn · d2 white knight · f2 white pawn · g2 white pawn · h2 white pawn · a1 white rook · c1 white bishop · d1 white queen · e1 white rook · g1 white king | a8 black rook · d8 black queen · f8 black rook · g8 black king · b7 black bishop · c7 black pawn · d7 black knight · e7 black knight · f7 black pawn · g7 black bishop · h7 black pawn · a6 black pawn · b6 black pawn · d6 black pawn · e6 black pawn · g6 black pawn · a4 white pawn · d4 white pawn · e4 white pawn · c3 white pawn · d3 white bishop · f3 white knight · b2 white pawn · d2 white knight · f2 white pawn · g2 white pawn · h2 white pawn · a1 white rook · c1 white bishop · d1 white queen · e1 white rook · g1 white king | 7 |
| 6 | a8 black rook · d8 black queen · f8 black rook · g8 black king · b7 black bishop · c7 black pawn · d7 black knight · e7 black knight · f7 black pawn · g7 black bishop · h7 black pawn · a6 black pawn · b6 black pawn · d6 black pawn · e6 black pawn · g6 black pawn · a4 white pawn · d4 white pawn · e4 white pawn · c3 white pawn · d3 white bishop · f3 white knight · b2 white pawn · d2 white knight · f2 white pawn · g2 white pawn · h2 white pawn · a1 white rook · c1 white bishop · d1 white queen · e1 white rook · g1 white king | a8 black rook · d8 black queen · f8 black rook · g8 black king · b7 black bishop · c7 black pawn · d7 black knight · e7 black knight · f7 black pawn · g7 black bishop · h7 black pawn · a6 black pawn · b6 black pawn · d6 black pawn · e6 black pawn · g6 black pawn · a4 white pawn · d4 white pawn · e4 white pawn · c3 white pawn · d3 white bishop · f3 white knight · b2 white pawn · d2 white knight · f2 white pawn · g2 white pawn · h2 white pawn · a1 white rook · c1 white bishop · d1 white queen · e1 white rook · g1 white king | a8 black rook · d8 black queen · f8 black rook · g8 black king · b7 black bishop · c7 black pawn · d7 black knight · e7 black knight · f7 black pawn · g7 black bishop · h7 black pawn · a6 black pawn · b6 black pawn · d6 black pawn · e6 black pawn · g6 black pawn · a4 white pawn · d4 white pawn · e4 white pawn · c3 white pawn · d3 white bishop · f3 white knight · b2 white pawn · d2 white knight · f2 white pawn · g2 white pawn · h2 white pawn · a1 white rook · c1 white bishop · d1 white queen · e1 white rook · g1 white king | a8 black rook · d8 black queen · f8 black rook · g8 black king · b7 black bishop · c7 black pawn · d7 black knight · e7 black knight · f7 black pawn · g7 black bishop · h7 black pawn · a6 black pawn · b6 black pawn · d6 black pawn · e6 black pawn · g6 black pawn · a4 white pawn · d4 white pawn · e4 white pawn · c3 white pawn · d3 white bishop · f3 white knight · b2 white pawn · d2 white knight · f2 white pawn · g2 white pawn · h2 white pawn · a1 white rook · c1 white bishop · d1 white queen · e1 white rook · g1 white king | a8 black rook · d8 black queen · f8 black rook · g8 black king · b7 black bishop · c7 black pawn · d7 black knight · e7 black knight · f7 black pawn · g7 black bishop · h7 black pawn · a6 black pawn · b6 black pawn · d6 black pawn · e6 black pawn · g6 black pawn · a4 white pawn · d4 white pawn · e4 white pawn · c3 white pawn · d3 white bishop · f3 white knight · b2 white pawn · d2 white knight · f2 white pawn · g2 white pawn · h2 white pawn · a1 white rook · c1 white bishop · d1 white queen · e1 white rook · g1 white king | a8 black rook · d8 black queen · f8 black rook · g8 black king · b7 black bishop · c7 black pawn · d7 black knight · e7 black knight · f7 black pawn · g7 black bishop · h7 black pawn · a6 black pawn · b6 black pawn · d6 black pawn · e6 black pawn · g6 black pawn · a4 white pawn · d4 white pawn · e4 white pawn · c3 white pawn · d3 white bishop · f3 white knight · b2 white pawn · d2 white knight · f2 white pawn · g2 white pawn · h2 white pawn · a1 white rook · c1 white bishop · d1 white queen · e1 white rook · g1 white king | a8 black rook · d8 black queen · f8 black rook · g8 black king · b7 black bishop · c7 black pawn · d7 black knight · e7 black knight · f7 black pawn · g7 black bishop · h7 black pawn · a6 black pawn · b6 black pawn · d6 black pawn · e6 black pawn · g6 black pawn · a4 white pawn · d4 white pawn · e4 white pawn · c3 white pawn · d3 white bishop · f3 white knight · b2 white pawn · d2 white knight · f2 white pawn · g2 white pawn · h2 white pawn · a1 white rook · c1 white bishop · d1 white queen · e1 white rook · g1 white king | a8 black rook · d8 black queen · f8 black rook · g8 black king · b7 black bishop · c7 black pawn · d7 black knight · e7 black knight · f7 black pawn · g7 black bishop · h7 black pawn · a6 black pawn · b6 black pawn · d6 black pawn · e6 black pawn · g6 black pawn · a4 white pawn · d4 white pawn · e4 white pawn · c3 white pawn · d3 white bishop · f3 white knight · b2 white pawn · d2 white knight · f2 white pawn · g2 white pawn · h2 white pawn · a1 white rook · c1 white bishop · d1 white queen · e1 white rook · g1 white king | 6 |
| 5 | a8 black rook · d8 black queen · f8 black rook · g8 black king · b7 black bishop · c7 black pawn · d7 black knight · e7 black knight · f7 black pawn · g7 black bishop · h7 black pawn · a6 black pawn · b6 black pawn · d6 black pawn · e6 black pawn · g6 black pawn · a4 white pawn · d4 white pawn · e4 white pawn · c3 white pawn · d3 white bishop · f3 white knight · b2 white pawn · d2 white knight · f2 white pawn · g2 white pawn · h2 white pawn · a1 white rook · c1 white bishop · d1 white queen · e1 white rook · g1 white king | a8 black rook · d8 black queen · f8 black rook · g8 black king · b7 black bishop · c7 black pawn · d7 black knight · e7 black knight · f7 black pawn · g7 black bishop · h7 black pawn · a6 black pawn · b6 black pawn · d6 black pawn · e6 black pawn · g6 black pawn · a4 white pawn · d4 white pawn · e4 white pawn · c3 white pawn · d3 white bishop · f3 white knight · b2 white pawn · d2 white knight · f2 white pawn · g2 white pawn · h2 white pawn · a1 white rook · c1 white bishop · d1 white queen · e1 white rook · g1 white king | a8 black rook · d8 black queen · f8 black rook · g8 black king · b7 black bishop · c7 black pawn · d7 black knight · e7 black knight · f7 black pawn · g7 black bishop · h7 black pawn · a6 black pawn · b6 black pawn · d6 black pawn · e6 black pawn · g6 black pawn · a4 white pawn · d4 white pawn · e4 white pawn · c3 white pawn · d3 white bishop · f3 white knight · b2 white pawn · d2 white knight · f2 white pawn · g2 white pawn · h2 white pawn · a1 white rook · c1 white bishop · d1 white queen · e1 white rook · g1 white king | a8 black rook · d8 black queen · f8 black rook · g8 black king · b7 black bishop · c7 black pawn · d7 black knight · e7 black knight · f7 black pawn · g7 black bishop · h7 black pawn · a6 black pawn · b6 black pawn · d6 black pawn · e6 black pawn · g6 black pawn · a4 white pawn · d4 white pawn · e4 white pawn · c3 white pawn · d3 white bishop · f3 white knight · b2 white pawn · d2 white knight · f2 white pawn · g2 white pawn · h2 white pawn · a1 white rook · c1 white bishop · d1 white queen · e1 white rook · g1 white king | a8 black rook · d8 black queen · f8 black rook · g8 black king · b7 black bishop · c7 black pawn · d7 black knight · e7 black knight · f7 black pawn · g7 black bishop · h7 black pawn · a6 black pawn · b6 black pawn · d6 black pawn · e6 black pawn · g6 black pawn · a4 white pawn · d4 white pawn · e4 white pawn · c3 white pawn · d3 white bishop · f3 white knight · b2 white pawn · d2 white knight · f2 white pawn · g2 white pawn · h2 white pawn · a1 white rook · c1 white bishop · d1 white queen · e1 white rook · g1 white king | a8 black rook · d8 black queen · f8 black rook · g8 black king · b7 black bishop · c7 black pawn · d7 black knight · e7 black knight · f7 black pawn · g7 black bishop · h7 black pawn · a6 black pawn · b6 black pawn · d6 black pawn · e6 black pawn · g6 black pawn · a4 white pawn · d4 white pawn · e4 white pawn · c3 white pawn · d3 white bishop · f3 white knight · b2 white pawn · d2 white knight · f2 white pawn · g2 white pawn · h2 white pawn · a1 white rook · c1 white bishop · d1 white queen · e1 white rook · g1 white king | a8 black rook · d8 black queen · f8 black rook · g8 black king · b7 black bishop · c7 black pawn · d7 black knight · e7 black knight · f7 black pawn · g7 black bishop · h7 black pawn · a6 black pawn · b6 black pawn · d6 black pawn · e6 black pawn · g6 black pawn · a4 white pawn · d4 white pawn · e4 white pawn · c3 white pawn · d3 white bishop · f3 white knight · b2 white pawn · d2 white knight · f2 white pawn · g2 white pawn · h2 white pawn · a1 white rook · c1 white bishop · d1 white queen · e1 white rook · g1 white king | a8 black rook · d8 black queen · f8 black rook · g8 black king · b7 black bishop · c7 black pawn · d7 black knight · e7 black knight · f7 black pawn · g7 black bishop · h7 black pawn · a6 black pawn · b6 black pawn · d6 black pawn · e6 black pawn · g6 black pawn · a4 white pawn · d4 white pawn · e4 white pawn · c3 white pawn · d3 white bishop · f3 white knight · b2 white pawn · d2 white knight · f2 white pawn · g2 white pawn · h2 white pawn · a1 white rook · c1 white bishop · d1 white queen · e1 white rook · g1 white king | 5 |
| 4 | a8 black rook · d8 black queen · f8 black rook · g8 black king · b7 black bishop · c7 black pawn · d7 black knight · e7 black knight · f7 black pawn · g7 black bishop · h7 black pawn · a6 black pawn · b6 black pawn · d6 black pawn · e6 black pawn · g6 black pawn · a4 white pawn · d4 white pawn · e4 white pawn · c3 white pawn · d3 white bishop · f3 white knight · b2 white pawn · d2 white knight · f2 white pawn · g2 white pawn · h2 white pawn · a1 white rook · c1 white bishop · d1 white queen · e1 white rook · g1 white king | a8 black rook · d8 black queen · f8 black rook · g8 black king · b7 black bishop · c7 black pawn · d7 black knight · e7 black knight · f7 black pawn · g7 black bishop · h7 black pawn · a6 black pawn · b6 black pawn · d6 black pawn · e6 black pawn · g6 black pawn · a4 white pawn · d4 white pawn · e4 white pawn · c3 white pawn · d3 white bishop · f3 white knight · b2 white pawn · d2 white knight · f2 white pawn · g2 white pawn · h2 white pawn · a1 white rook · c1 white bishop · d1 white queen · e1 white rook · g1 white king | a8 black rook · d8 black queen · f8 black rook · g8 black king · b7 black bishop · c7 black pawn · d7 black knight · e7 black knight · f7 black pawn · g7 black bishop · h7 black pawn · a6 black pawn · b6 black pawn · d6 black pawn · e6 black pawn · g6 black pawn · a4 white pawn · d4 white pawn · e4 white pawn · c3 white pawn · d3 white bishop · f3 white knight · b2 white pawn · d2 white knight · f2 white pawn · g2 white pawn · h2 white pawn · a1 white rook · c1 white bishop · d1 white queen · e1 white rook · g1 white king | a8 black rook · d8 black queen · f8 black rook · g8 black king · b7 black bishop · c7 black pawn · d7 black knight · e7 black knight · f7 black pawn · g7 black bishop · h7 black pawn · a6 black pawn · b6 black pawn · d6 black pawn · e6 black pawn · g6 black pawn · a4 white pawn · d4 white pawn · e4 white pawn · c3 white pawn · d3 white bishop · f3 white knight · b2 white pawn · d2 white knight · f2 white pawn · g2 white pawn · h2 white pawn · a1 white rook · c1 white bishop · d1 white queen · e1 white rook · g1 white king | a8 black rook · d8 black queen · f8 black rook · g8 black king · b7 black bishop · c7 black pawn · d7 black knight · e7 black knight · f7 black pawn · g7 black bishop · h7 black pawn · a6 black pawn · b6 black pawn · d6 black pawn · e6 black pawn · g6 black pawn · a4 white pawn · d4 white pawn · e4 white pawn · c3 white pawn · d3 white bishop · f3 white knight · b2 white pawn · d2 white knight · f2 white pawn · g2 white pawn · h2 white pawn · a1 white rook · c1 white bishop · d1 white queen · e1 white rook · g1 white king | a8 black rook · d8 black queen · f8 black rook · g8 black king · b7 black bishop · c7 black pawn · d7 black knight · e7 black knight · f7 black pawn · g7 black bishop · h7 black pawn · a6 black pawn · b6 black pawn · d6 black pawn · e6 black pawn · g6 black pawn · a4 white pawn · d4 white pawn · e4 white pawn · c3 white pawn · d3 white bishop · f3 white knight · b2 white pawn · d2 white knight · f2 white pawn · g2 white pawn · h2 white pawn · a1 white rook · c1 white bishop · d1 white queen · e1 white rook · g1 white king | a8 black rook · d8 black queen · f8 black rook · g8 black king · b7 black bishop · c7 black pawn · d7 black knight · e7 black knight · f7 black pawn · g7 black bishop · h7 black pawn · a6 black pawn · b6 black pawn · d6 black pawn · e6 black pawn · g6 black pawn · a4 white pawn · d4 white pawn · e4 white pawn · c3 white pawn · d3 white bishop · f3 white knight · b2 white pawn · d2 white knight · f2 white pawn · g2 white pawn · h2 white pawn · a1 white rook · c1 white bishop · d1 white queen · e1 white rook · g1 white king | a8 black rook · d8 black queen · f8 black rook · g8 black king · b7 black bishop · c7 black pawn · d7 black knight · e7 black knight · f7 black pawn · g7 black bishop · h7 black pawn · a6 black pawn · b6 black pawn · d6 black pawn · e6 black pawn · g6 black pawn · a4 white pawn · d4 white pawn · e4 white pawn · c3 white pawn · d3 white bishop · f3 white knight · b2 white pawn · d2 white knight · f2 white pawn · g2 white pawn · h2 white pawn · a1 white rook · c1 white bishop · d1 white queen · e1 white rook · g1 white king | 4 |
| 3 | a8 black rook · d8 black queen · f8 black rook · g8 black king · b7 black bishop · c7 black pawn · d7 black knight · e7 black knight · f7 black pawn · g7 black bishop · h7 black pawn · a6 black pawn · b6 black pawn · d6 black pawn · e6 black pawn · g6 black pawn · a4 white pawn · d4 white pawn · e4 white pawn · c3 white pawn · d3 white bishop · f3 white knight · b2 white pawn · d2 white knight · f2 white pawn · g2 white pawn · h2 white pawn · a1 white rook · c1 white bishop · d1 white queen · e1 white rook · g1 white king | a8 black rook · d8 black queen · f8 black rook · g8 black king · b7 black bishop · c7 black pawn · d7 black knight · e7 black knight · f7 black pawn · g7 black bishop · h7 black pawn · a6 black pawn · b6 black pawn · d6 black pawn · e6 black pawn · g6 black pawn · a4 white pawn · d4 white pawn · e4 white pawn · c3 white pawn · d3 white bishop · f3 white knight · b2 white pawn · d2 white knight · f2 white pawn · g2 white pawn · h2 white pawn · a1 white rook · c1 white bishop · d1 white queen · e1 white rook · g1 white king | a8 black rook · d8 black queen · f8 black rook · g8 black king · b7 black bishop · c7 black pawn · d7 black knight · e7 black knight · f7 black pawn · g7 black bishop · h7 black pawn · a6 black pawn · b6 black pawn · d6 black pawn · e6 black pawn · g6 black pawn · a4 white pawn · d4 white pawn · e4 white pawn · c3 white pawn · d3 white bishop · f3 white knight · b2 white pawn · d2 white knight · f2 white pawn · g2 white pawn · h2 white pawn · a1 white rook · c1 white bishop · d1 white queen · e1 white rook · g1 white king | a8 black rook · d8 black queen · f8 black rook · g8 black king · b7 black bishop · c7 black pawn · d7 black knight · e7 black knight · f7 black pawn · g7 black bishop · h7 black pawn · a6 black pawn · b6 black pawn · d6 black pawn · e6 black pawn · g6 black pawn · a4 white pawn · d4 white pawn · e4 white pawn · c3 white pawn · d3 white bishop · f3 white knight · b2 white pawn · d2 white knight · f2 white pawn · g2 white pawn · h2 white pawn · a1 white rook · c1 white bishop · d1 white queen · e1 white rook · g1 white king | a8 black rook · d8 black queen · f8 black rook · g8 black king · b7 black bishop · c7 black pawn · d7 black knight · e7 black knight · f7 black pawn · g7 black bishop · h7 black pawn · a6 black pawn · b6 black pawn · d6 black pawn · e6 black pawn · g6 black pawn · a4 white pawn · d4 white pawn · e4 white pawn · c3 white pawn · d3 white bishop · f3 white knight · b2 white pawn · d2 white knight · f2 white pawn · g2 white pawn · h2 white pawn · a1 white rook · c1 white bishop · d1 white queen · e1 white rook · g1 white king | a8 black rook · d8 black queen · f8 black rook · g8 black king · b7 black bishop · c7 black pawn · d7 black knight · e7 black knight · f7 black pawn · g7 black bishop · h7 black pawn · a6 black pawn · b6 black pawn · d6 black pawn · e6 black pawn · g6 black pawn · a4 white pawn · d4 white pawn · e4 white pawn · c3 white pawn · d3 white bishop · f3 white knight · b2 white pawn · d2 white knight · f2 white pawn · g2 white pawn · h2 white pawn · a1 white rook · c1 white bishop · d1 white queen · e1 white rook · g1 white king | a8 black rook · d8 black queen · f8 black rook · g8 black king · b7 black bishop · c7 black pawn · d7 black knight · e7 black knight · f7 black pawn · g7 black bishop · h7 black pawn · a6 black pawn · b6 black pawn · d6 black pawn · e6 black pawn · g6 black pawn · a4 white pawn · d4 white pawn · e4 white pawn · c3 white pawn · d3 white bishop · f3 white knight · b2 white pawn · d2 white knight · f2 white pawn · g2 white pawn · h2 white pawn · a1 white rook · c1 white bishop · d1 white queen · e1 white rook · g1 white king | a8 black rook · d8 black queen · f8 black rook · g8 black king · b7 black bishop · c7 black pawn · d7 black knight · e7 black knight · f7 black pawn · g7 black bishop · h7 black pawn · a6 black pawn · b6 black pawn · d6 black pawn · e6 black pawn · g6 black pawn · a4 white pawn · d4 white pawn · e4 white pawn · c3 white pawn · d3 white bishop · f3 white knight · b2 white pawn · d2 white knight · f2 white pawn · g2 white pawn · h2 white pawn · a1 white rook · c1 white bishop · d1 white queen · e1 white rook · g1 white king | 3 |
| 2 | a8 black rook · d8 black queen · f8 black rook · g8 black king · b7 black bishop · c7 black pawn · d7 black knight · e7 black knight · f7 black pawn · g7 black bishop · h7 black pawn · a6 black pawn · b6 black pawn · d6 black pawn · e6 black pawn · g6 black pawn · a4 white pawn · d4 white pawn · e4 white pawn · c3 white pawn · d3 white bishop · f3 white knight · b2 white pawn · d2 white knight · f2 white pawn · g2 white pawn · h2 white pawn · a1 white rook · c1 white bishop · d1 white queen · e1 white rook · g1 white king | a8 black rook · d8 black queen · f8 black rook · g8 black king · b7 black bishop · c7 black pawn · d7 black knight · e7 black knight · f7 black pawn · g7 black bishop · h7 black pawn · a6 black pawn · b6 black pawn · d6 black pawn · e6 black pawn · g6 black pawn · a4 white pawn · d4 white pawn · e4 white pawn · c3 white pawn · d3 white bishop · f3 white knight · b2 white pawn · d2 white knight · f2 white pawn · g2 white pawn · h2 white pawn · a1 white rook · c1 white bishop · d1 white queen · e1 white rook · g1 white king | a8 black rook · d8 black queen · f8 black rook · g8 black king · b7 black bishop · c7 black pawn · d7 black knight · e7 black knight · f7 black pawn · g7 black bishop · h7 black pawn · a6 black pawn · b6 black pawn · d6 black pawn · e6 black pawn · g6 black pawn · a4 white pawn · d4 white pawn · e4 white pawn · c3 white pawn · d3 white bishop · f3 white knight · b2 white pawn · d2 white knight · f2 white pawn · g2 white pawn · h2 white pawn · a1 white rook · c1 white bishop · d1 white queen · e1 white rook · g1 white king | a8 black rook · d8 black queen · f8 black rook · g8 black king · b7 black bishop · c7 black pawn · d7 black knight · e7 black knight · f7 black pawn · g7 black bishop · h7 black pawn · a6 black pawn · b6 black pawn · d6 black pawn · e6 black pawn · g6 black pawn · a4 white pawn · d4 white pawn · e4 white pawn · c3 white pawn · d3 white bishop · f3 white knight · b2 white pawn · d2 white knight · f2 white pawn · g2 white pawn · h2 white pawn · a1 white rook · c1 white bishop · d1 white queen · e1 white rook · g1 white king | a8 black rook · d8 black queen · f8 black rook · g8 black king · b7 black bishop · c7 black pawn · d7 black knight · e7 black knight · f7 black pawn · g7 black bishop · h7 black pawn · a6 black pawn · b6 black pawn · d6 black pawn · e6 black pawn · g6 black pawn · a4 white pawn · d4 white pawn · e4 white pawn · c3 white pawn · d3 white bishop · f3 white knight · b2 white pawn · d2 white knight · f2 white pawn · g2 white pawn · h2 white pawn · a1 white rook · c1 white bishop · d1 white queen · e1 white rook · g1 white king | a8 black rook · d8 black queen · f8 black rook · g8 black king · b7 black bishop · c7 black pawn · d7 black knight · e7 black knight · f7 black pawn · g7 black bishop · h7 black pawn · a6 black pawn · b6 black pawn · d6 black pawn · e6 black pawn · g6 black pawn · a4 white pawn · d4 white pawn · e4 white pawn · c3 white pawn · d3 white bishop · f3 white knight · b2 white pawn · d2 white knight · f2 white pawn · g2 white pawn · h2 white pawn · a1 white rook · c1 white bishop · d1 white queen · e1 white rook · g1 white king | a8 black rook · d8 black queen · f8 black rook · g8 black king · b7 black bishop · c7 black pawn · d7 black knight · e7 black knight · f7 black pawn · g7 black bishop · h7 black pawn · a6 black pawn · b6 black pawn · d6 black pawn · e6 black pawn · g6 black pawn · a4 white pawn · d4 white pawn · e4 white pawn · c3 white pawn · d3 white bishop · f3 white knight · b2 white pawn · d2 white knight · f2 white pawn · g2 white pawn · h2 white pawn · a1 white rook · c1 white bishop · d1 white queen · e1 white rook · g1 white king | a8 black rook · d8 black queen · f8 black rook · g8 black king · b7 black bishop · c7 black pawn · d7 black knight · e7 black knight · f7 black pawn · g7 black bishop · h7 black pawn · a6 black pawn · b6 black pawn · d6 black pawn · e6 black pawn · g6 black pawn · a4 white pawn · d4 white pawn · e4 white pawn · c3 white pawn · d3 white bishop · f3 white knight · b2 white pawn · d2 white knight · f2 white pawn · g2 white pawn · h2 white pawn · a1 white rook · c1 white bishop · d1 white queen · e1 white rook · g1 white king | 2 |
| 1 | a8 black rook · d8 black queen · f8 black rook · g8 black king · b7 black bishop · c7 black pawn · d7 black knight · e7 black knight · f7 black pawn · g7 black bishop · h7 black pawn · a6 black pawn · b6 black pawn · d6 black pawn · e6 black pawn · g6 black pawn · a4 white pawn · d4 white pawn · e4 white pawn · c3 white pawn · d3 white bishop · f3 white knight · b2 white pawn · d2 white knight · f2 white pawn · g2 white pawn · h2 white pawn · a1 white rook · c1 white bishop · d1 white queen · e1 white rook · g1 white king | a8 black rook · d8 black queen · f8 black rook · g8 black king · b7 black bishop · c7 black pawn · d7 black knight · e7 black knight · f7 black pawn · g7 black bishop · h7 black pawn · a6 black pawn · b6 black pawn · d6 black pawn · e6 black pawn · g6 black pawn · a4 white pawn · d4 white pawn · e4 white pawn · c3 white pawn · d3 white bishop · f3 white knight · b2 white pawn · d2 white knight · f2 white pawn · g2 white pawn · h2 white pawn · a1 white rook · c1 white bishop · d1 white queen · e1 white rook · g1 white king | a8 black rook · d8 black queen · f8 black rook · g8 black king · b7 black bishop · c7 black pawn · d7 black knight · e7 black knight · f7 black pawn · g7 black bishop · h7 black pawn · a6 black pawn · b6 black pawn · d6 black pawn · e6 black pawn · g6 black pawn · a4 white pawn · d4 white pawn · e4 white pawn · c3 white pawn · d3 white bishop · f3 white knight · b2 white pawn · d2 white knight · f2 white pawn · g2 white pawn · h2 white pawn · a1 white rook · c1 white bishop · d1 white queen · e1 white rook · g1 white king | a8 black rook · d8 black queen · f8 black rook · g8 black king · b7 black bishop · c7 black pawn · d7 black knight · e7 black knight · f7 black pawn · g7 black bishop · h7 black pawn · a6 black pawn · b6 black pawn · d6 black pawn · e6 black pawn · g6 black pawn · a4 white pawn · d4 white pawn · e4 white pawn · c3 white pawn · d3 white bishop · f3 white knight · b2 white pawn · d2 white knight · f2 white pawn · g2 white pawn · h2 white pawn · a1 white rook · c1 white bishop · d1 white queen · e1 white rook · g1 white king | a8 black rook · d8 black queen · f8 black rook · g8 black king · b7 black bishop · c7 black pawn · d7 black knight · e7 black knight · f7 black pawn · g7 black bishop · h7 black pawn · a6 black pawn · b6 black pawn · d6 black pawn · e6 black pawn · g6 black pawn · a4 white pawn · d4 white pawn · e4 white pawn · c3 white pawn · d3 white bishop · f3 white knight · b2 white pawn · d2 white knight · f2 white pawn · g2 white pawn · h2 white pawn · a1 white rook · c1 white bishop · d1 white queen · e1 white rook · g1 white king | a8 black rook · d8 black queen · f8 black rook · g8 black king · b7 black bishop · c7 black pawn · d7 black knight · e7 black knight · f7 black pawn · g7 black bishop · h7 black pawn · a6 black pawn · b6 black pawn · d6 black pawn · e6 black pawn · g6 black pawn · a4 white pawn · d4 white pawn · e4 white pawn · c3 white pawn · d3 white bishop · f3 white knight · b2 white pawn · d2 white knight · f2 white pawn · g2 white pawn · h2 white pawn · a1 white rook · c1 white bishop · d1 white queen · e1 white rook · g1 white king | a8 black rook · d8 black queen · f8 black rook · g8 black king · b7 black bishop · c7 black pawn · d7 black knight · e7 black knight · f7 black pawn · g7 black bishop · h7 black pawn · a6 black pawn · b6 black pawn · d6 black pawn · e6 black pawn · g6 black pawn · a4 white pawn · d4 white pawn · e4 white pawn · c3 white pawn · d3 white bishop · f3 white knight · b2 white pawn · d2 white knight · f2 white pawn · g2 white pawn · h2 white pawn · a1 white rook · c1 white bishop · d1 white queen · e1 white rook · g1 white king | a8 black rook · d8 black queen · f8 black rook · g8 black king · b7 black bishop · c7 black pawn · d7 black knight · e7 black knight · f7 black pawn · g7 black bishop · h7 black pawn · a6 black pawn · b6 black pawn · d6 black pawn · e6 black pawn · g6 black pawn · a4 white pawn · d4 white pawn · e4 white pawn · c3 white pawn · d3 white bishop · f3 white knight · b2 white pawn · d2 white knight · f2 white pawn · g2 white pawn · h2 white pawn · a1 white rook · c1 white bishop · d1 white queen · e1 white rook · g1 white king | 1 |
|   | a | b | c | d | e | f | g | h |   |

- Petrosian - Spassky, giải vô địch cờ vua thế giới 1966 (ván 16) 
1.d4 g6 2.e4 Tg7 3.Mf3 d6 4.Te2 e6 5.c3 Md7 6.0-0 Me7 7.Mbd2 b6 8.a4 a6 9.Xe1 Tb7 10.Td3 0-0 11.Mc4 He8 12.Td2 f6 13.He2 Vh8 14.Vh1 Hf7 15.Mg1 e5 16.dxe5 fxe5 17.f3 Mc5 18.Me3 He8 19.Tc2 a5 20.Mh3 Tc8 21.Mf2 Te6 22.Hd1 Hf7 23.Xa3 Td7 24.Md3 Mxd3 25.Txd3 Th6 26.Tc4 Hg7 27.Xe2 Mg8 28.Txg8 Xxg8 29.Md5 Txd2 30.Xxd2 Te6 31.b4 Hf7 32.He2 Xa7 33.Xa1 Xf8 34.b5 Xaa8 35.He3 Xab8 36.Xf1 Hg7 37.Hd3 Xf7 38.Vg1 Xbf8 39.Me3 g5 40.Xdf2 h5 41.c4 Hg6 42.Md5 Xg8 43.He3 Vh7 44.Hd2 Xgg7 45.He3 Vg8 46.Xd2 Vh7 47.Xdf2 Xf8 48.Hd2 Xgf7 49.He3 ½–½[12]